# フタバガキ科
フタバガキ科（フタバガキか、学名: Dipterocarpaceae）は双子葉植物の科。東南アジアを中心に分布する高木で熱帯雨林を代表する一群である。

## 名称
和名フタバガキの由来はカキノキ（Diospyros kaki, カキノキ科）樹木と形態的な特徴が類似している点から来ているといわれる。どの点が似ているかということについては、果実説と葉説がある。果実説ではカキノキと果実が似ており、およびその実には羽のような葉が2枚付くことといわれている。このため漢字表記は二葉柿、もしくは双羽柿などとなる。学名 Dipterocarpaceae も同じ特徴に由来しギリシア語で「二枚の羽根」という意味。ただし、後述のように果実に付く羽の数については種によって差があり、必ずしも2枚とは限らない。また、葉が類似説ではフタバガキ科は多くの種類で葉に光沢を持ち、縁には鋸歯を持たない点などがカキノキの葉に似ており、カキノキの葉に瓜二つだからというものである。いずれの説にしてもカキノキと似ていることからの命名である。

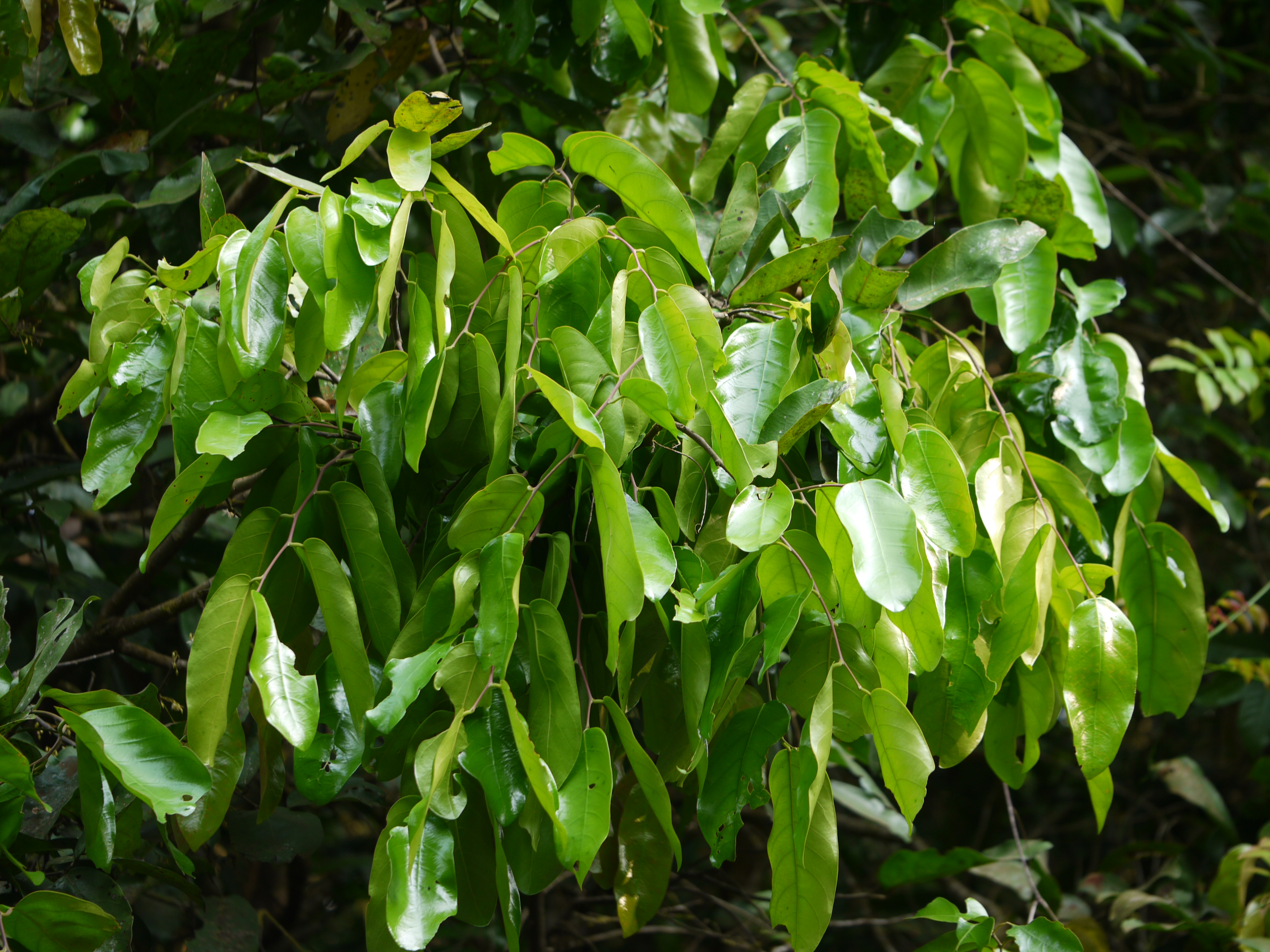
フタバガキ科の Hopea ponga の葉
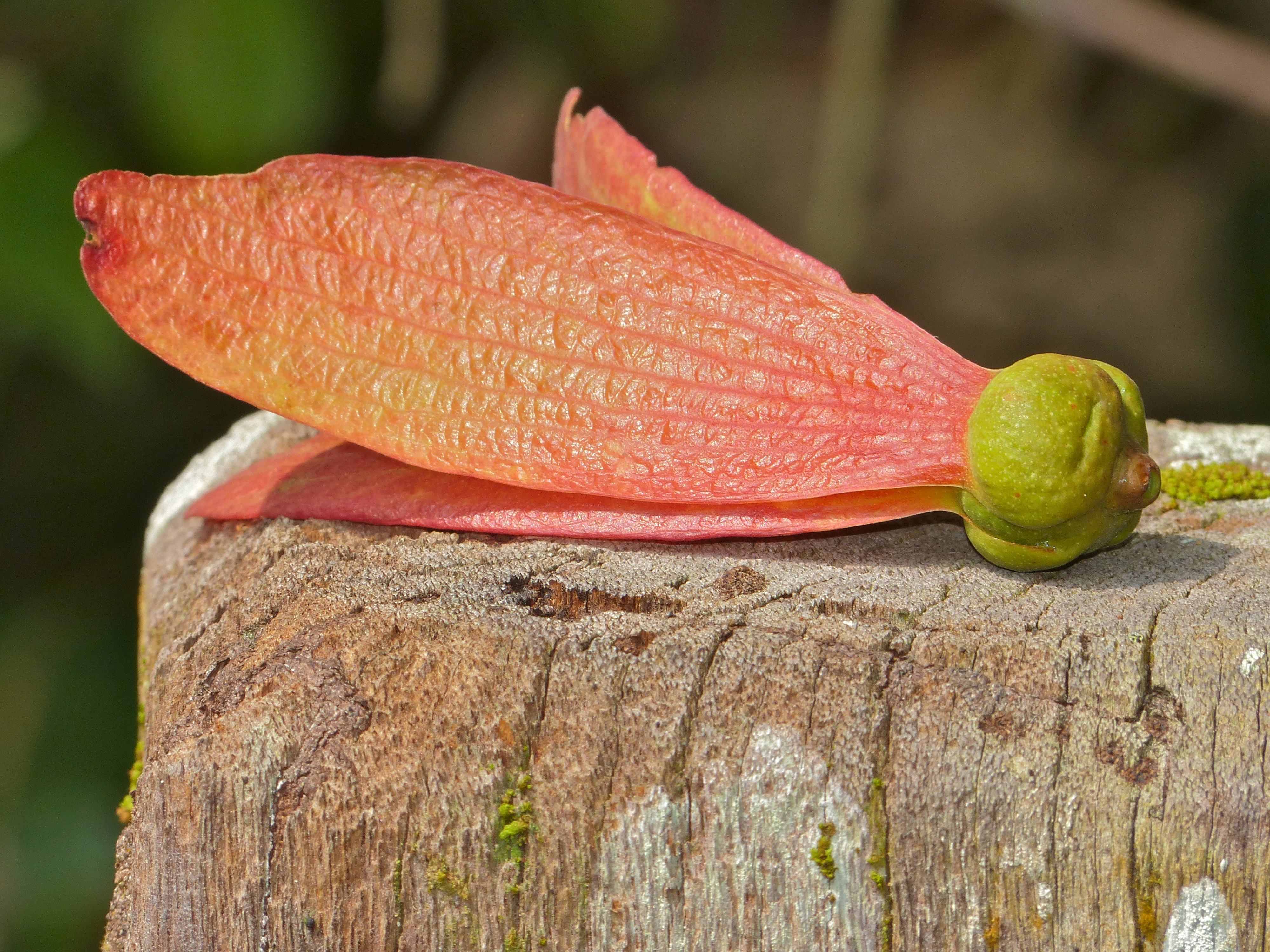
フタバガキ科サラノキ属（Shorea）の一種の若い果実。このグループは羽が2枚ではない。
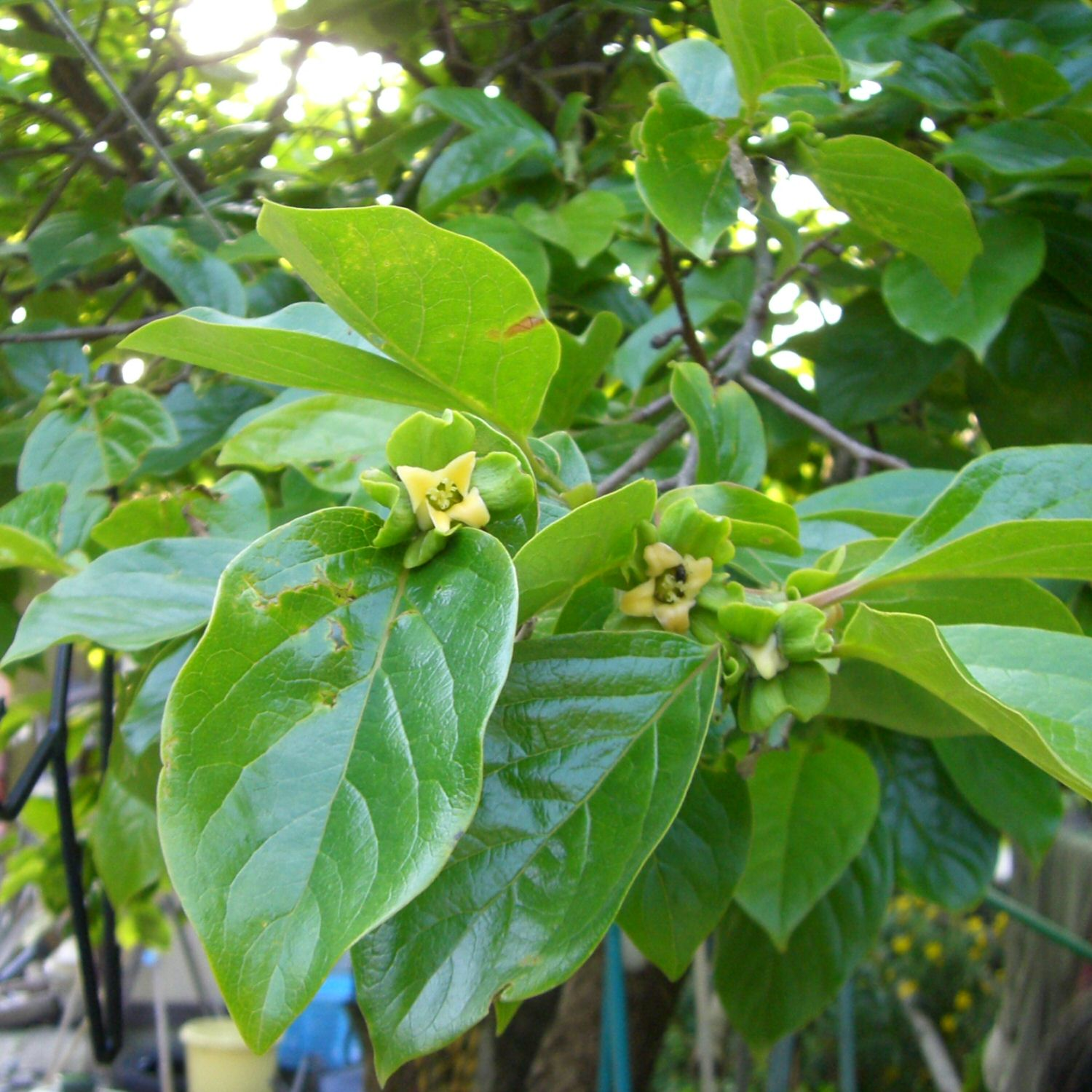
参考：カキノキ（Diospyros kaki）の葉
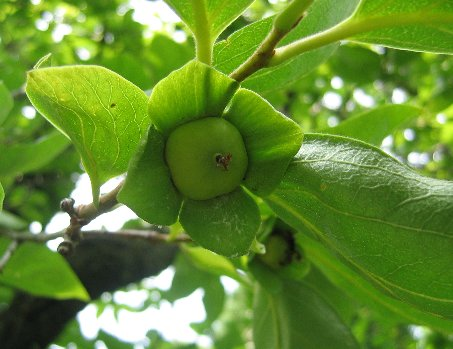
参考：カキノキ（Diospyros kaki）の若い果実
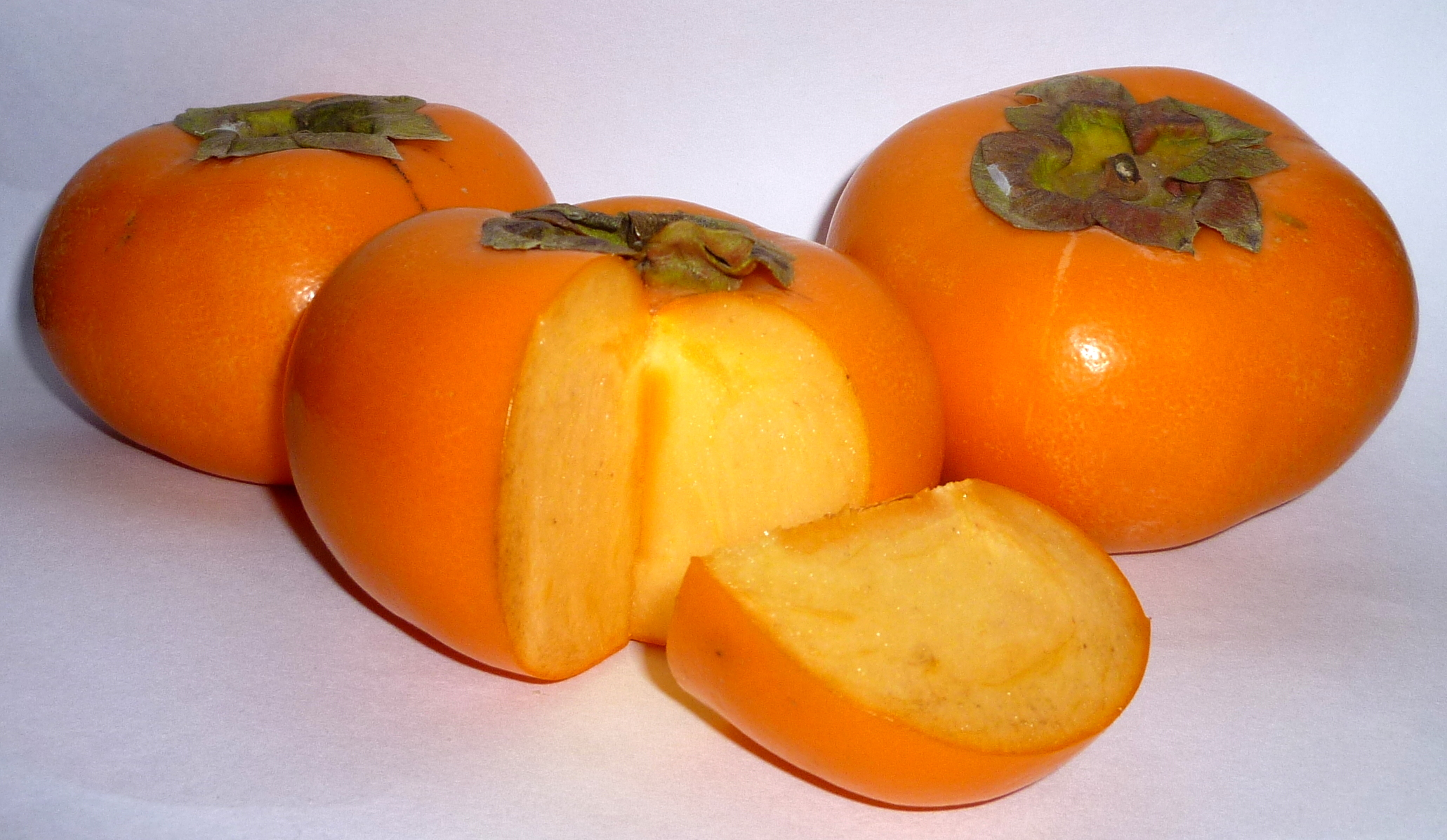
参考：カキノキの熟した果実

## 形態
樹形は種や環境によって左右されるが真っ直ぐな明瞭な主幹を持ち、樹冠は丸くなるものが多い。樹高は20 m未満の種もあるが、多くは40 mから場合によっては60 mに達する。フタバガキ科の葉は光にかざしたときに葉脈が明確に見える「異圧葉」という葉を付ける。これは柵状組織の間に透明な部分があることで、葉の全体に水を行きわたらせる能力と光の透過性に優れ効率的な光合成に寄与しているのではと考えられている。
果実は2枚、3枚もしくは5枚の葉と一緒に落ちてくるもので、羽根突き遊びの羽根によく似ている。果実に付いている葉は風を受けて種子の分散にいくらか役に立っているといわれているが、無風条件下では親木からせいぜい40 mという結果もある。種子自体には翼を持たず葉と一緒に落下するという植物にはほかにニレ科のケヤキ属などが知られているが、フタバガキ科とは葉の落ち方が異なる。
花の突起には時計回りに渦を描くようなものと反時計回りのものがあり、分類にも活用されていたが、近年の分子生物学的な手法では突起の向きによる分類は否定されている。

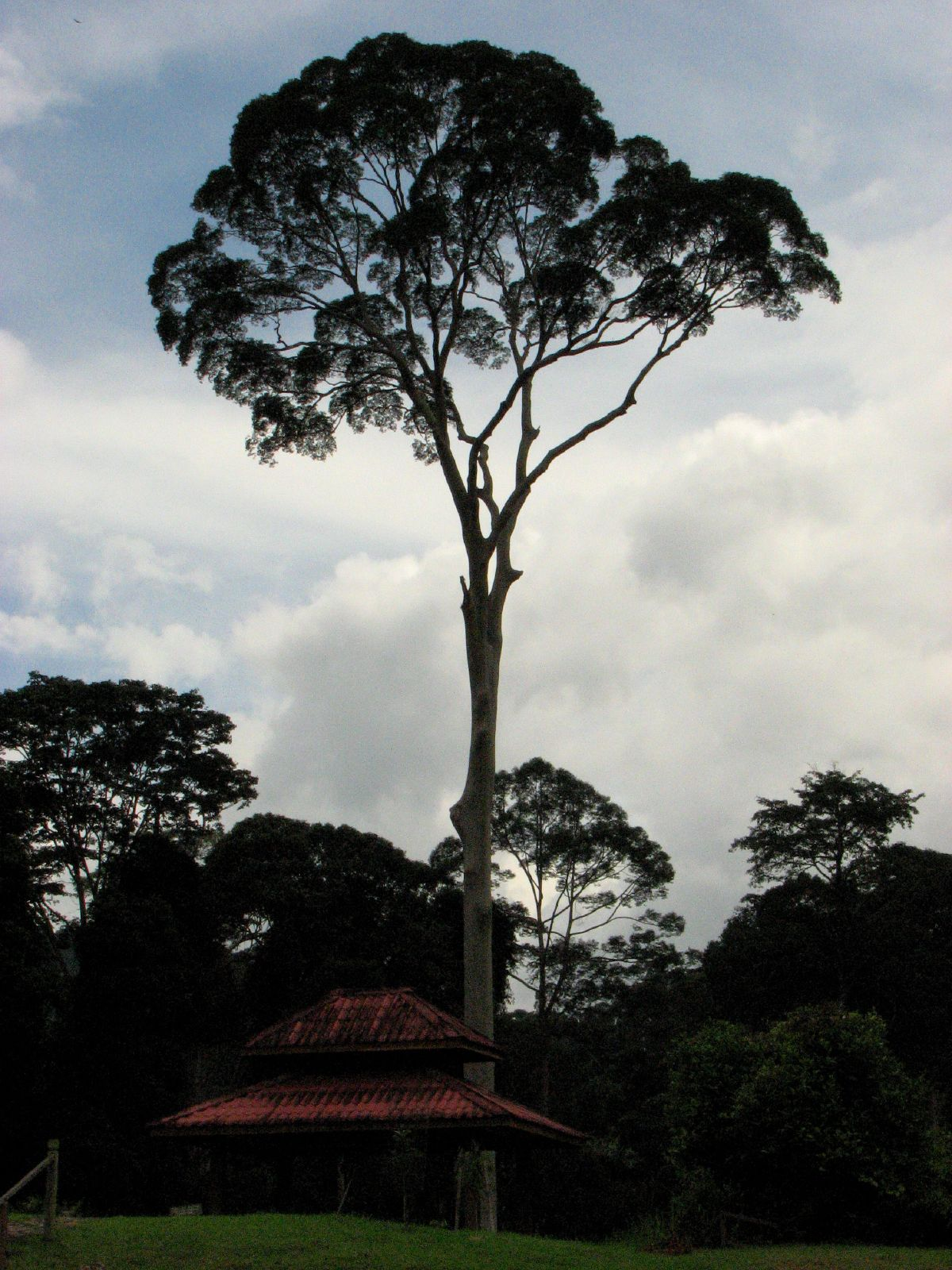
フタバガキ科の樹形の例
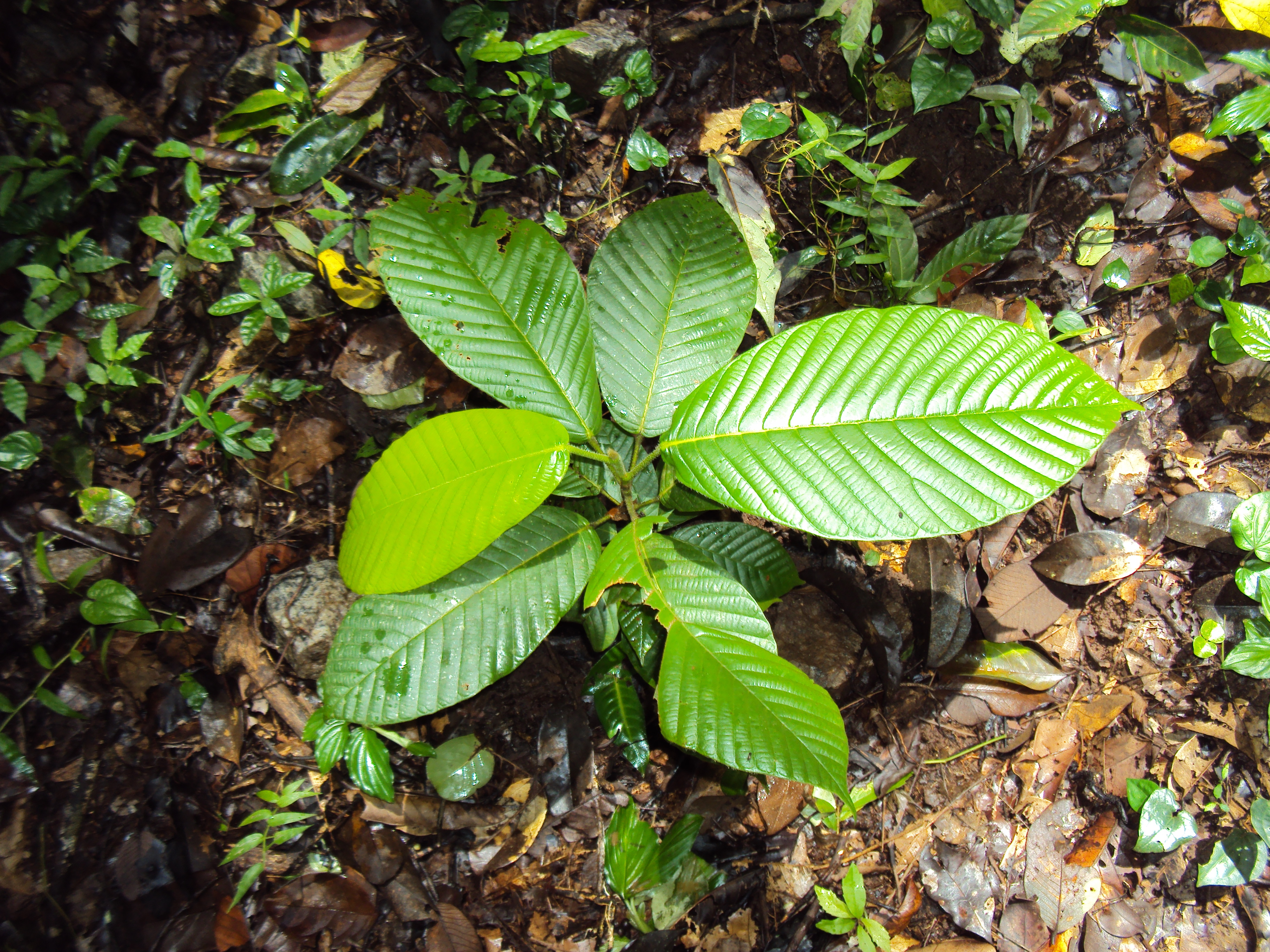
葉脈が目立つ Dipterocarpus bourdillonii 苗木の葉
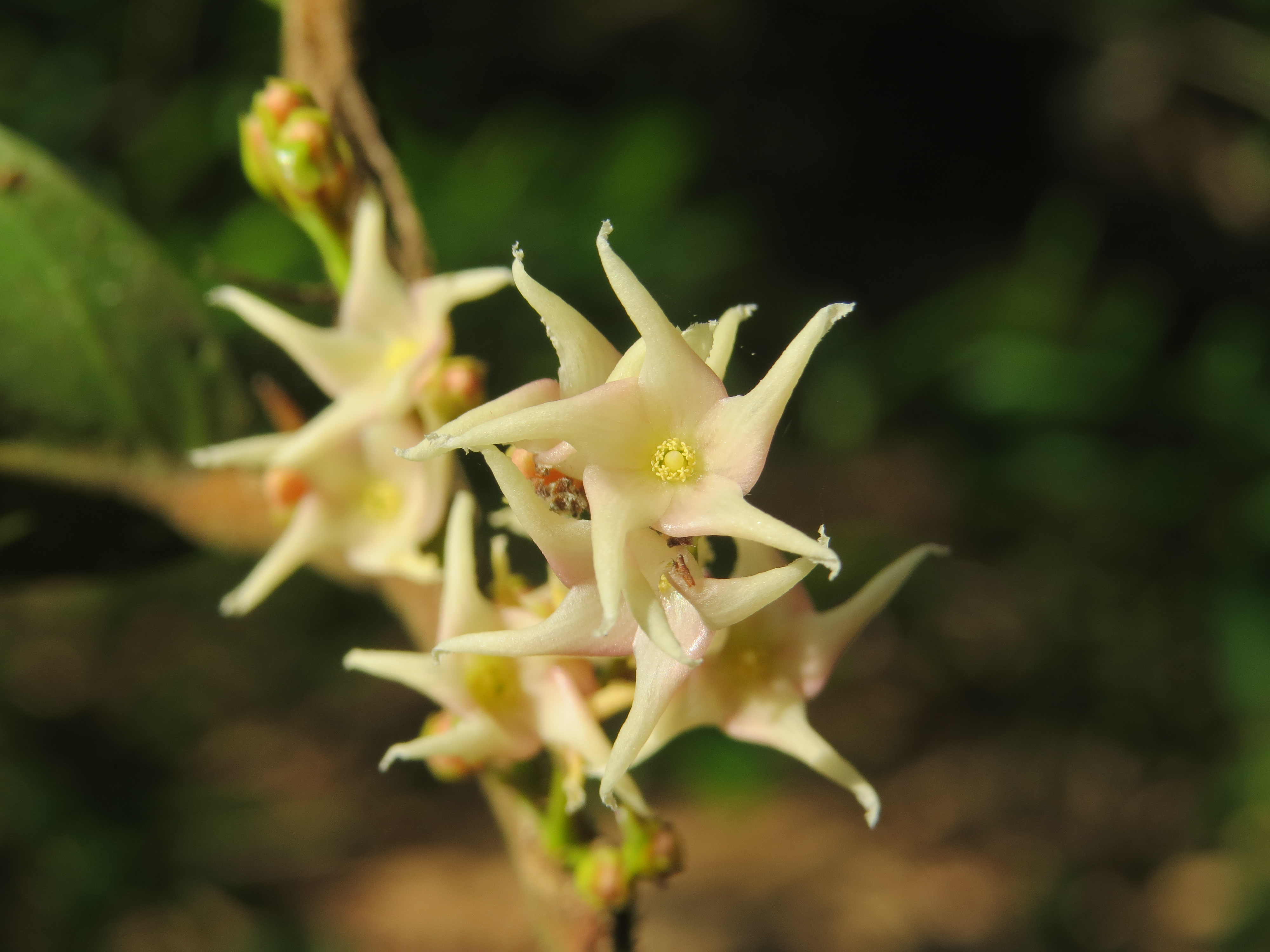
時計回りに渦を描く Hopea ponga の花
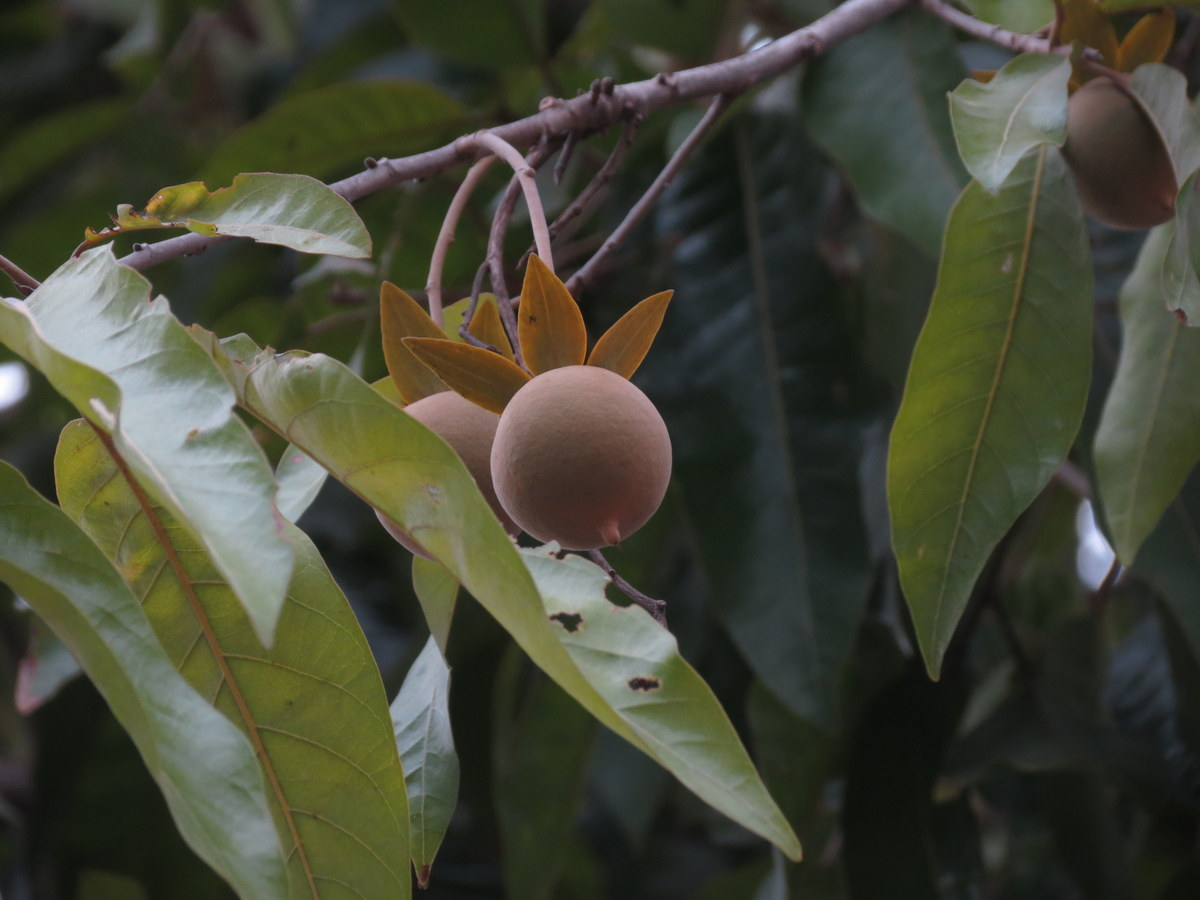
羽を持つ果実 Vatica chinensis
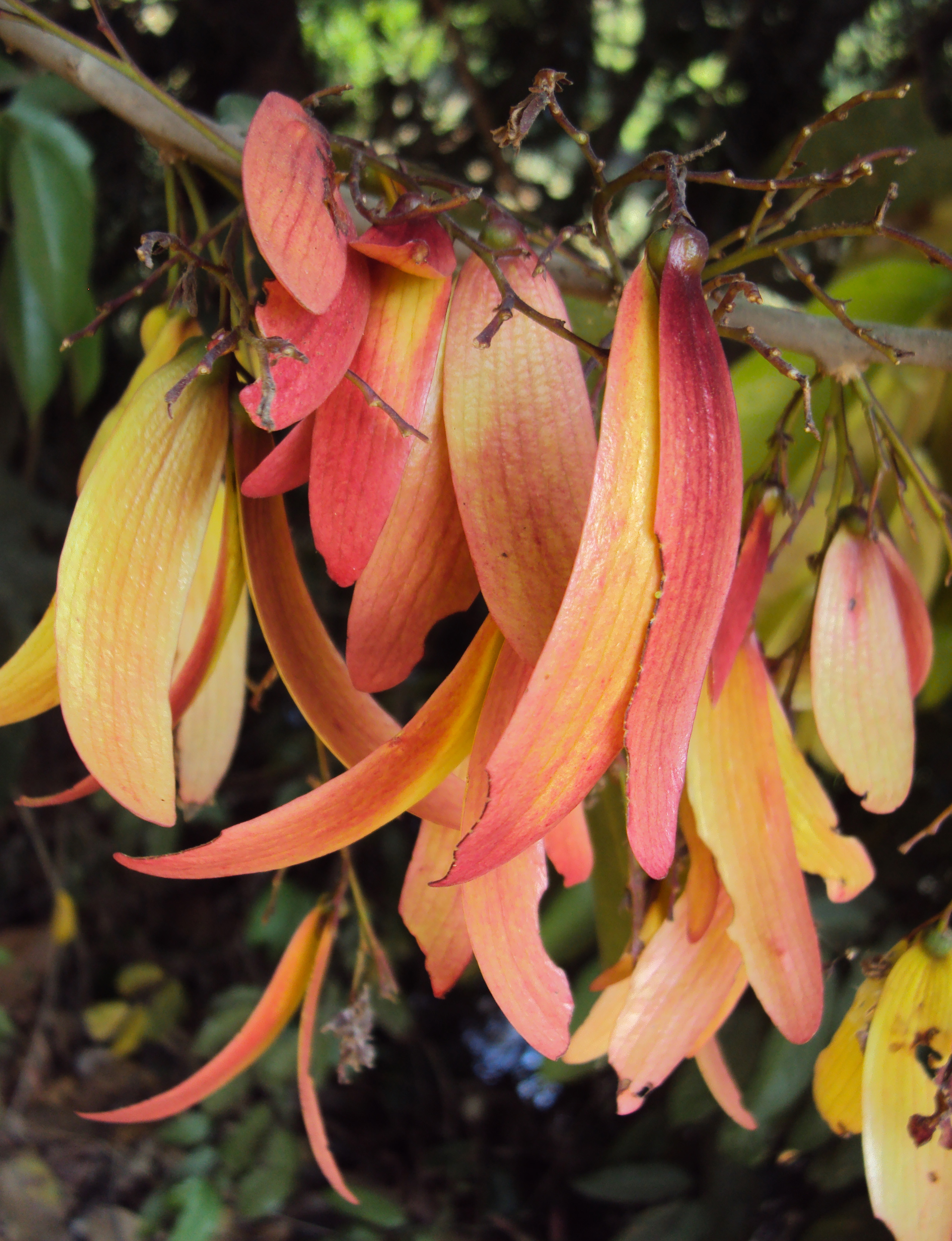
Hopea ponga の果実

## 生態
フタバガキ科には常緑樹が多いが、インドシナ半島北部など明確な乾季のある気候の地域（熱帯季節林や温帯林）に生える種には落葉するものもある。樹高が大きいことから森林の最上層を構成することも多い。本科では一斉開花と一斉結実という現象が見られることで知られる。一斉開花に至る仕組みはよくわかっていなかったが、一定期間の乾燥と低温が開花の引き金になることがわかってきた。密集する森林の上層木を構成する個体では隣接するもの同士と樹冠が重ならず、僅かな隙間が見られることがあり、「樹冠の譲り合い」（英: crown shyness）などと呼ばれる。これは樹木が譲り合って太陽光を分け合っているなどともいわれてきたが、実態は強風を受けて樹冠が揺れることで隣接する樹冠と接触してしまうので成長しないのだとされる。
花は虫媒花で花粉の媒介に重要な役割を果たす昆虫は種類によっても異なるが、一般に想像するようなハチやチョウではなく小型の昆虫であるアザミウマや甲虫類とされる。アザミウマは飛翔能力が高くないので、花粉の媒介者としては花に集まったアザミウマを狙う肉食のカメムシなども関与すると見られている。
フタバガキ科の種子は一般に難貯蔵性（英：recalcitrant seed）で乾燥や低温に弱く、強い直射日光の当たる場所に落ちた種子は死滅してしまう。また、一部には毎年結実する個体もいるが、一斉開花・結実する年でないと虫害による不良種子がほとんどだという。
熱帯の樹木の根は菌類と共生し菌根を形成する場合には、アーバスキュラー菌根を形成するものが多いが、フタバガキ科のいくつかの属では温帯のマツ科やブナ科の樹木と同じく外菌根を形成する。本科の苗畑もしくは山火事跡地においてはニセショウロ属（Scleroderma）菌類が優先しているが、林内ではまた違う種類の菌類であるという。

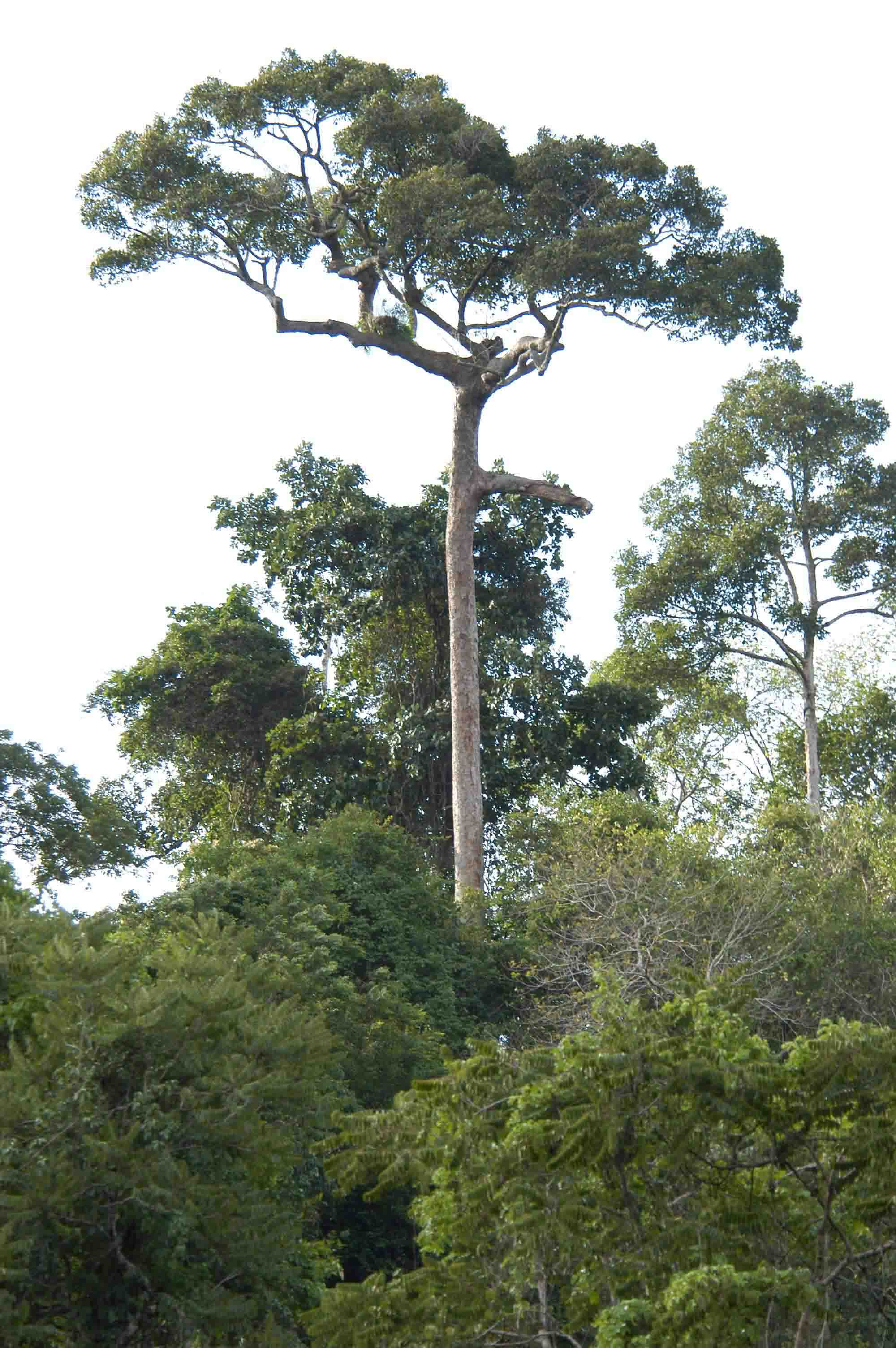
周囲の樹木より頭一つ飛び出して上層木として君臨するフタバガキ科の一種
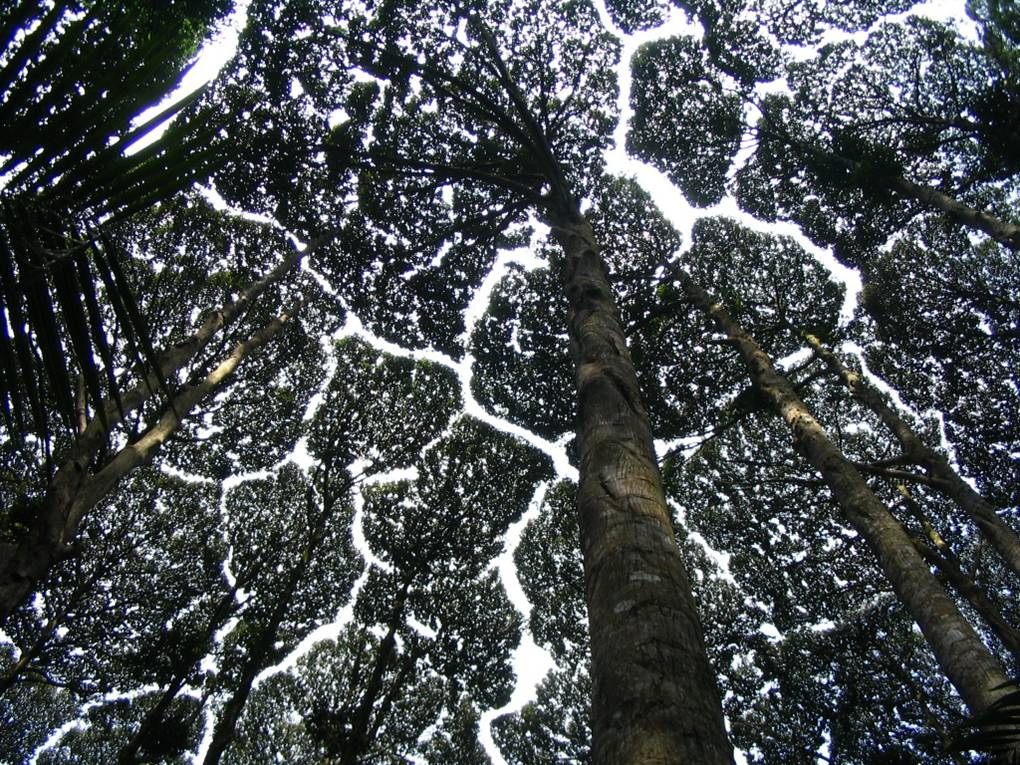
リュウノウジュ Dryobalanops aromatica) 樹冠の譲り合い (crown shyness) が見られる
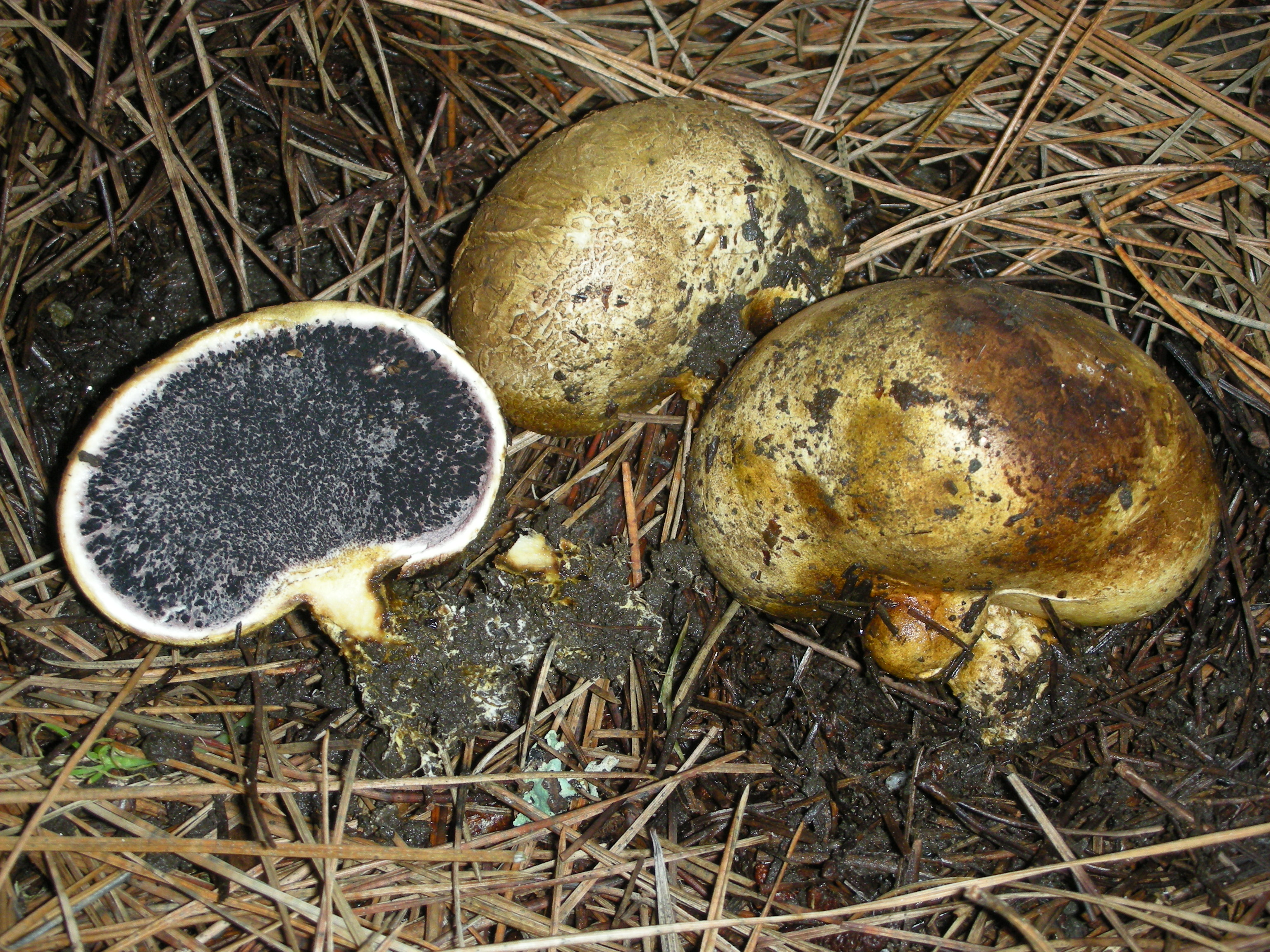
参考：ニセショウロ属の一種の子実体（S. cepa）

## 人間との関わり

### 象徴
仏教では釈迦が死去（入滅という）したときに生えていた木が本科サラノキ属（Shorea）のサラソウジュであったということから、復活・再生の象徴として扱われる。日本ではこの釈迦の話をもとにした平家物語の冒頭部分「祇園精舎の鐘の聲、諸行無常の響あり。沙羅雙樹の花の色、盛者必衰の理をあらはす。驕れる人も久しからず、唯春の夜の夢の如し。猛き者もつひには滅びぬ、偏に風の前の塵に同じ。」という文章でよく知られている。
インドネシアでは自国の自然を代表する植物として、動物であるサイとともに描いた切手が発行された。

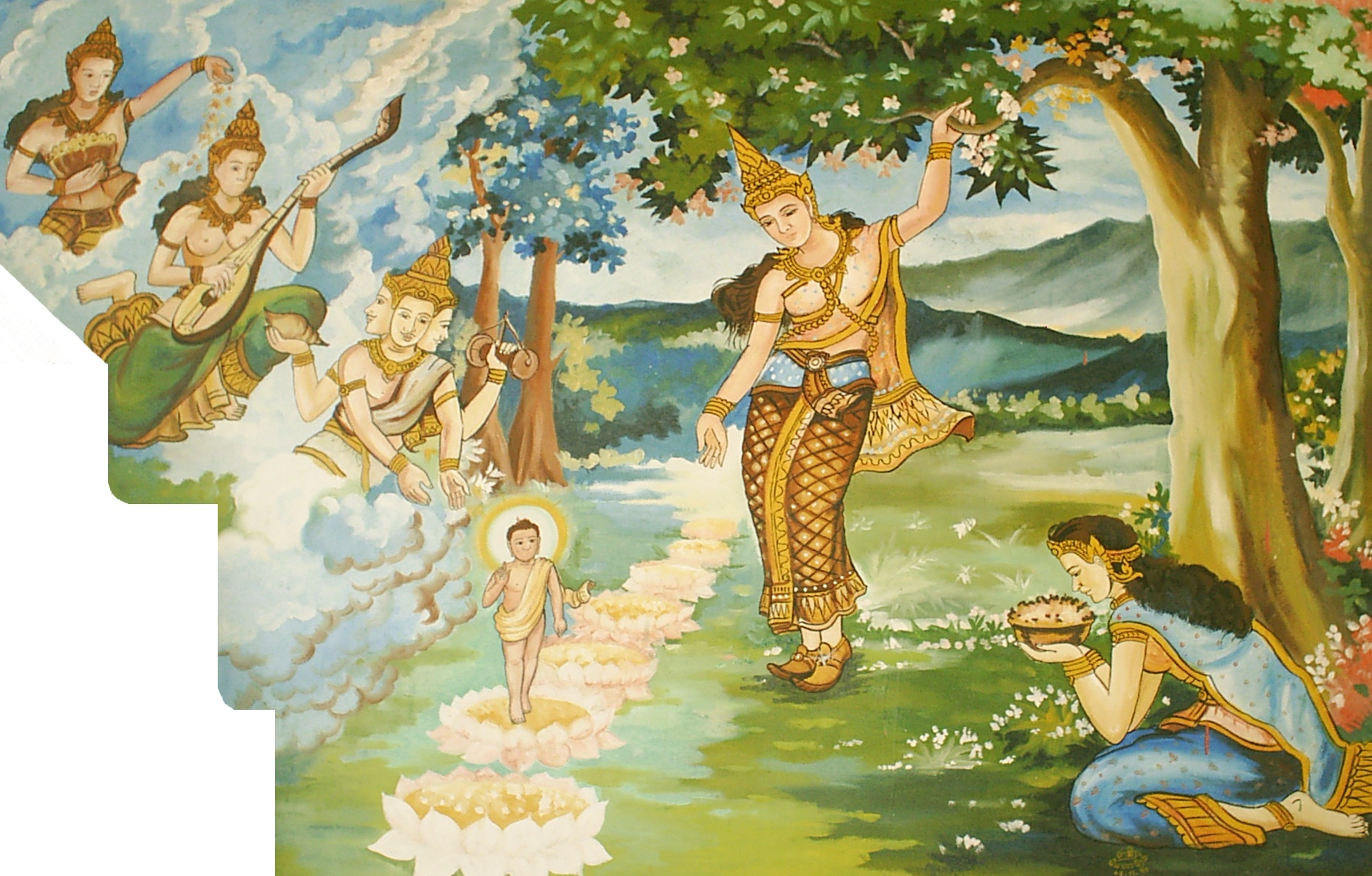
仏陀の誕生で母摩耶夫人と共に描かれる沙羅双樹の樹
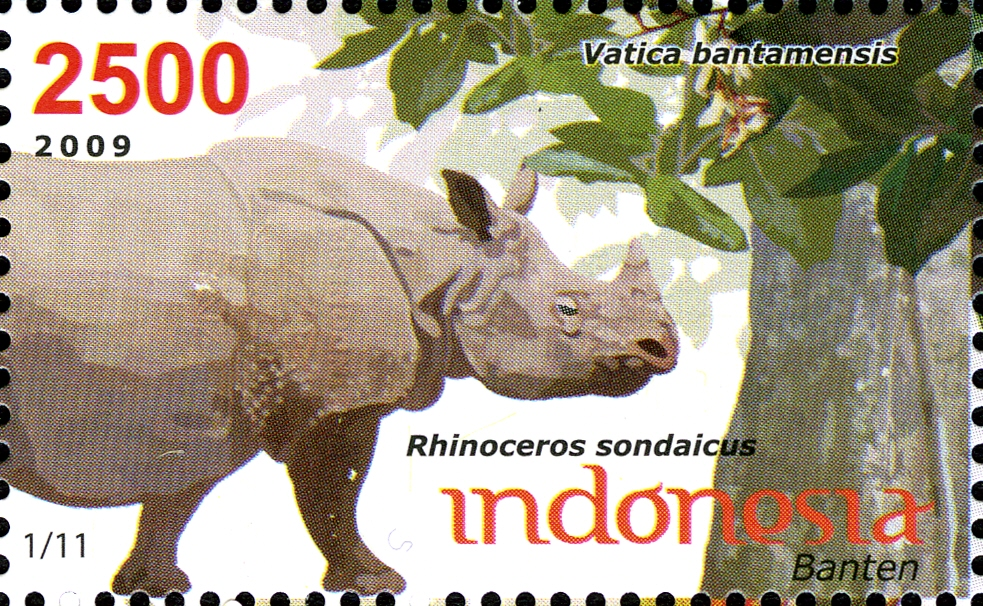
バチカ属の樹木を描いたインドネシアの切手

### 木材
フタバガキ科サラノキ属やパラショレア属の木材は総称でラワン材やメランティ材、またウルシ科やマメ科などの熱帯の樹木と総称して南洋材などと呼ばれ利用される。その木材は樹種によって多少異なるが、一年中暖かい熱帯で育つために年輪が不明瞭で、耐久性は中程度かやや低いと評されるものが多い。一部の樹種は細胞中にシリカの結晶を含むために硬く、切削の刃物を傷めてしまうこともあるという。細胞中にシリカを含むのは本科に限らず熱帯の樹木にはしばしばみられる特徴となっており、ウルシ科の一部の種でも知られている。フタバガキ科はほかにも属ごとに総称を持つ傾向があり、メルサワ（メルサワ属 Anisoptera）、アピトン（クルインとも; フタバガキ属 Dipterocarpus）、カポール（リュウノウジュ属）、メラワンおよびギアム（以上2つともホペア属）の材も利用される。
日本では丸太をかつらむきにして張り合わせた合板にしたうえで、内装材や家具やコンクリートを流し込む型枠として使ったという。特にコンクリート型枠としては安いうえに頑丈で繰り返し使え、コンクリートの硬化不良を起こしづらい木材であると高く評価されてきた。90年代以降は原産地での伐採規制や丸太の形での輸出ではなく、現地で加工した製品の輸出といった原産国での事情、国産材のスギやカラマツの合板利用に向けた研究と利用が進んだことなどから、輸入量特に丸太の形での輸入は減少している。南洋材丸太取り扱い最大手の大新合板工業（新潟市、オーシカの子会社）が2021年3月で事業を停止し解散することを発表するなど、今後も丸太の形での輸入し国内で製材や加工する形での利用は減少していく流れとなっている。
無計画な伐採や違法伐採による個体数の減少も深刻な種もある。天然林資源の伐採だけに頼らず、種子から苗木を育て植栽する人工林施業も進められている。前述のように難貯蔵性種子かつ、一斉開花・結実する年にしか虫害のない優良な種子を集めることが困難であることもあり、挿し木等による無性繁殖についても研究が進められている。このようにフタバガキ科は苗木の安定供給や生育速度に難があることから、伐採跡地に外来種のユーカリなどの成長が早く苗木も安定して供給できるような樹木を植えてしまうことも多く環境破壊の一種として問題になっている。

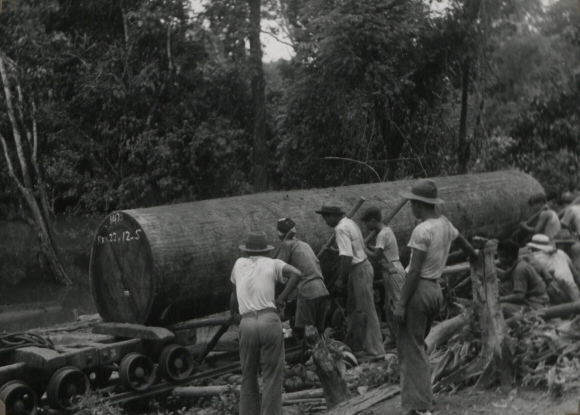
伐採され運ばれるパラショレア属
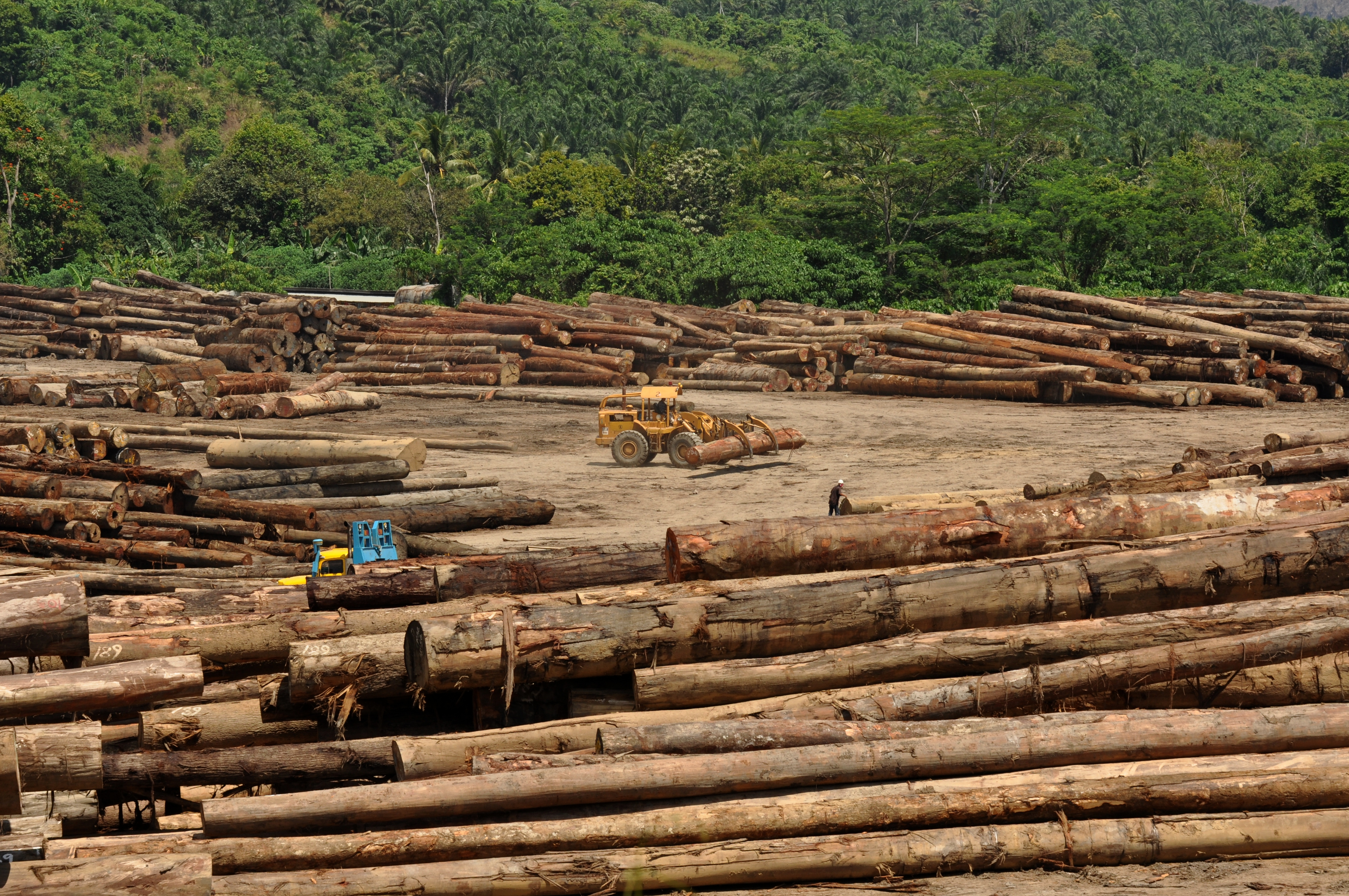
ボルネオ島北部における材木の集積場（土場）
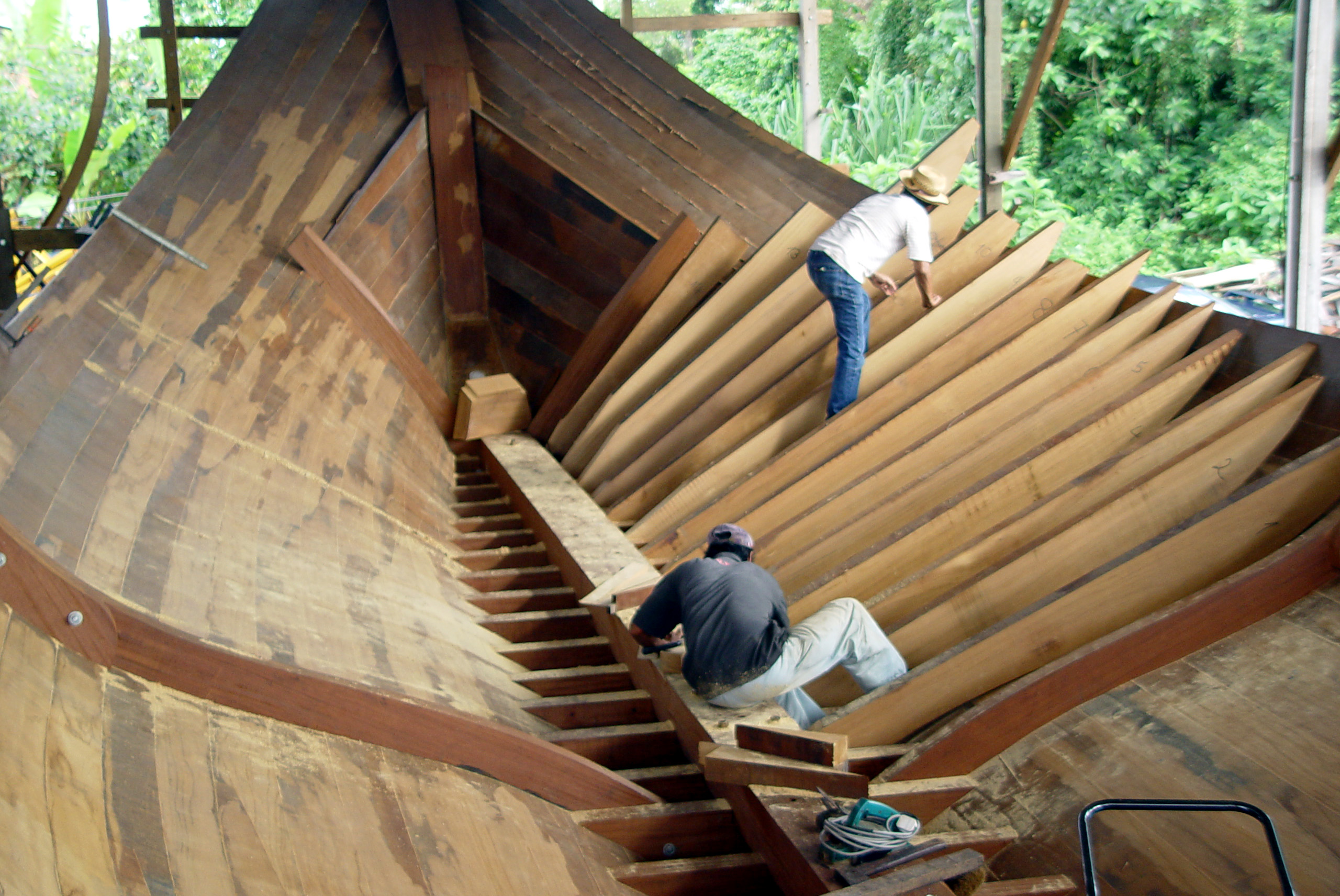
伝統的な木造船を作るのにつかわれるチェンガル（Neobalanocarpus heimii）
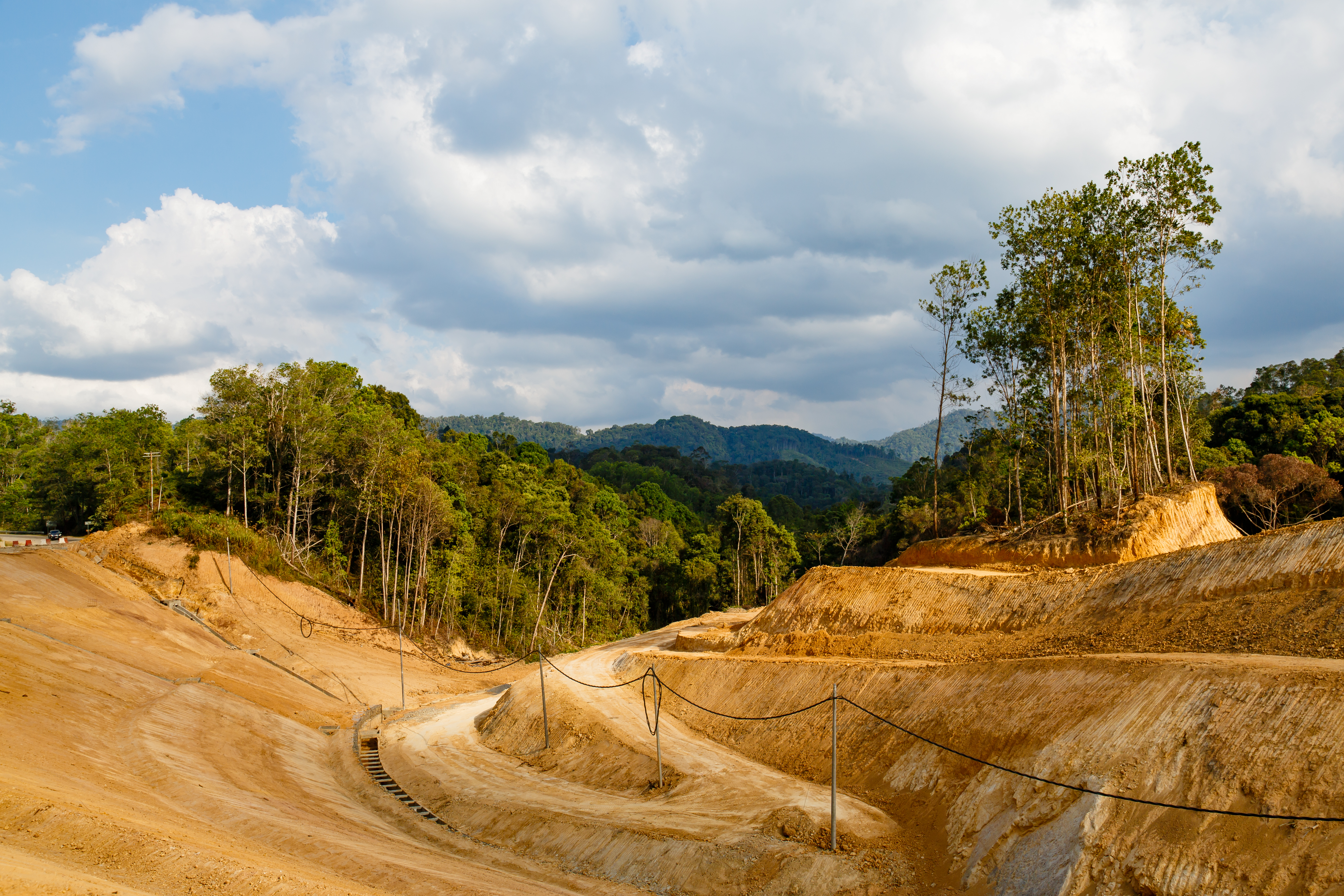
道路建設工事現場におけるフタバガキ科
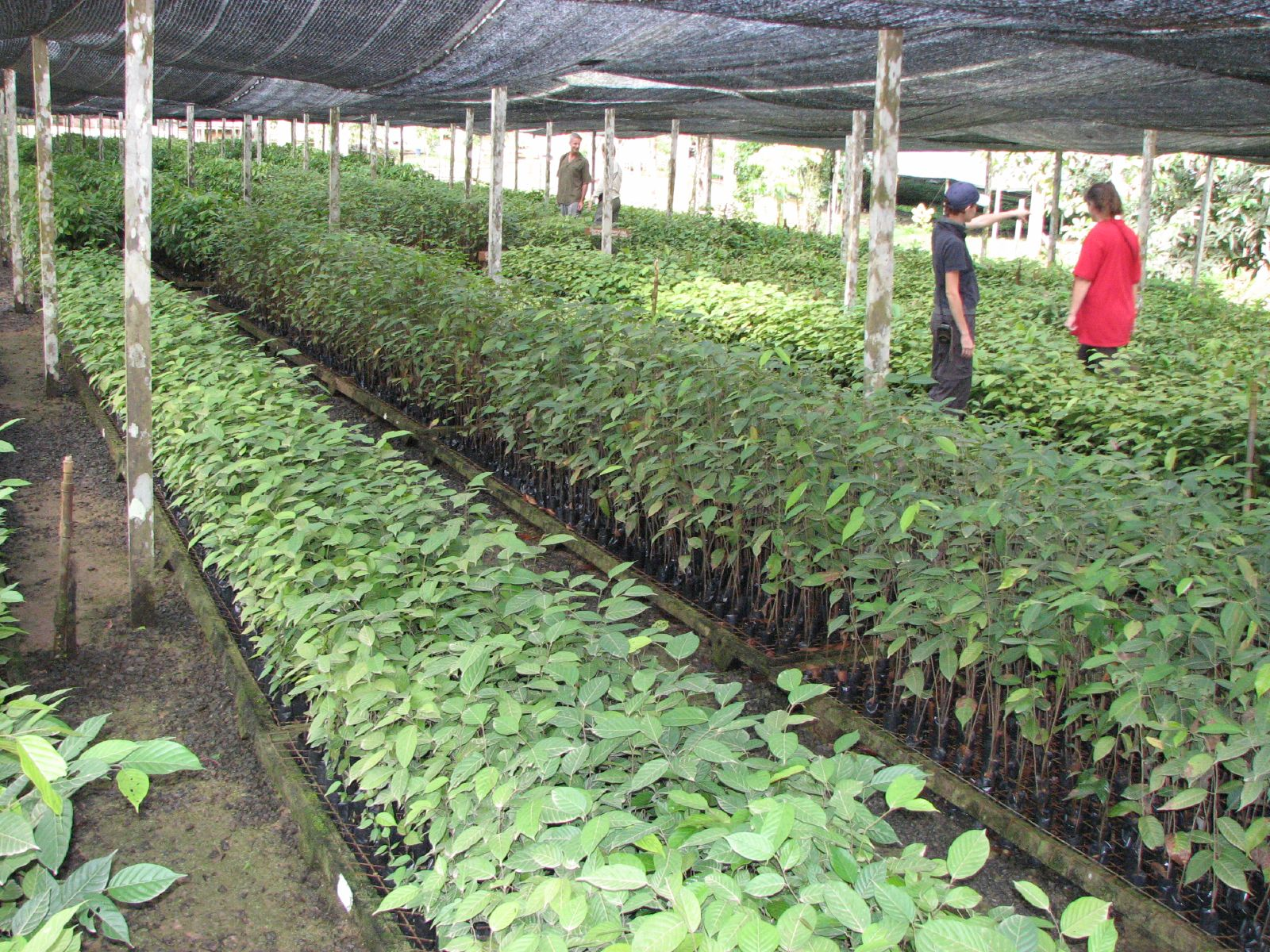
温室内で栽培されるフタバガキ科の苗木

### 樹脂
フタバガキ科の樹脂はダンマル樹脂（ダンマーと綴られることもある。英: dammar gum）といい、特にサラノキ属（Shorea）やホペア属（Hopea）で採取される。油絵を描くときに使うほか、インドネシアやマレーシアでの伝統的な染物であるバティック（batik）ではこの樹脂を生地に塗ってから染料に漬けることで、樹脂を塗られた部分だけ染料を弾き模様が描かれる。このような技法をろうけつ染め（英: Resist dyeing）などと呼ぶ。

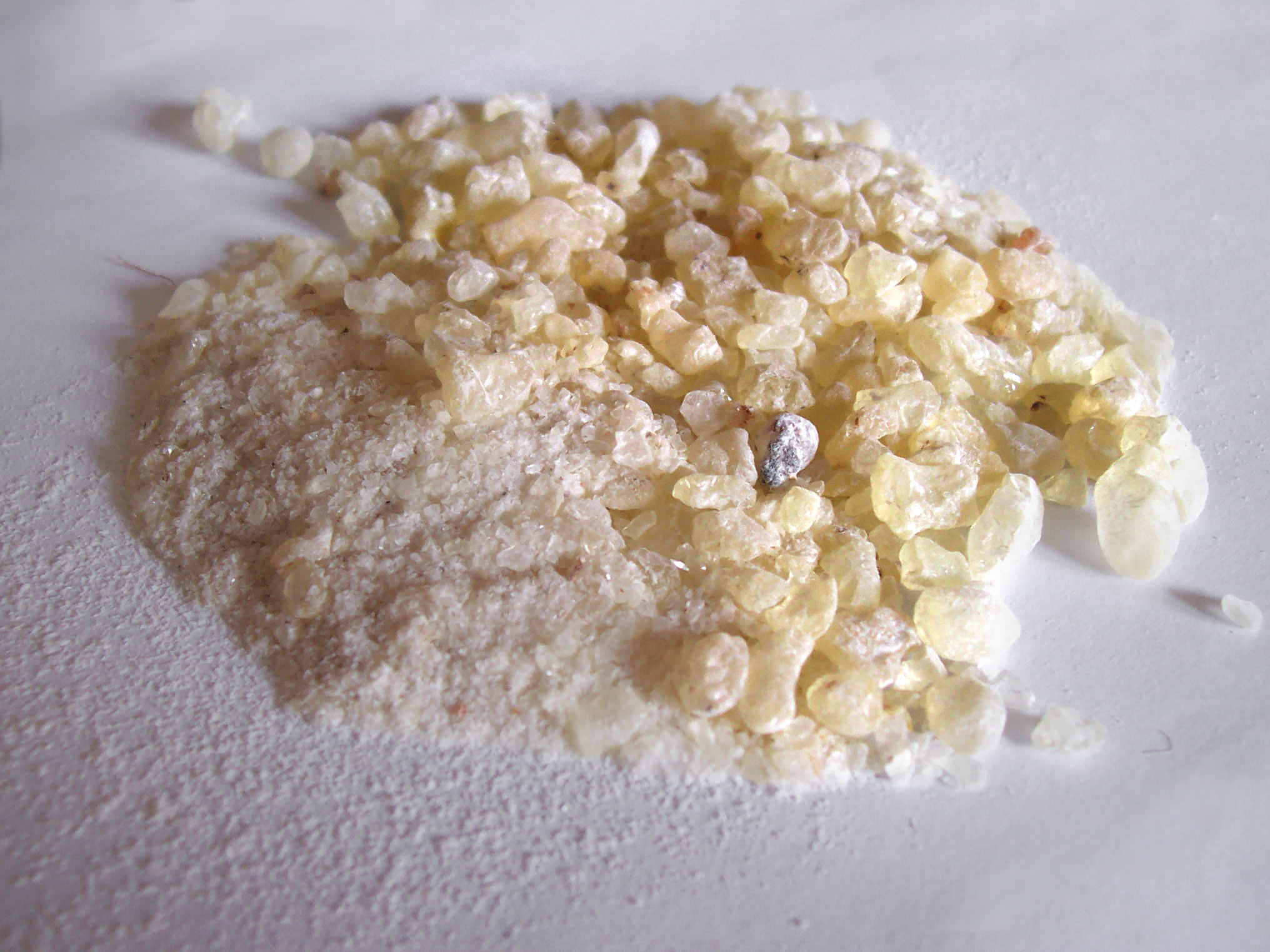
フタバガキ科から得られるダンマル樹脂の結晶
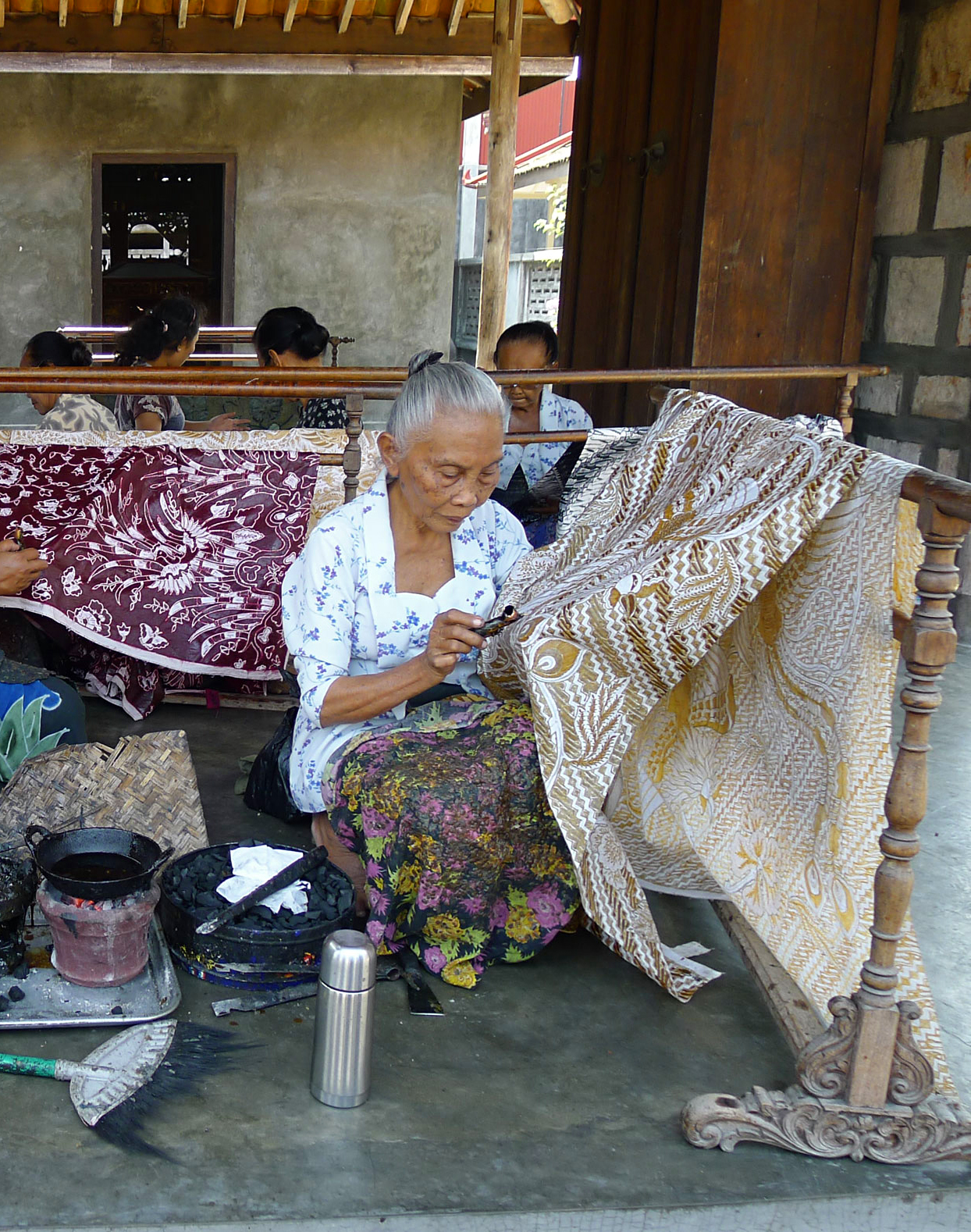
バティックを製作する女性
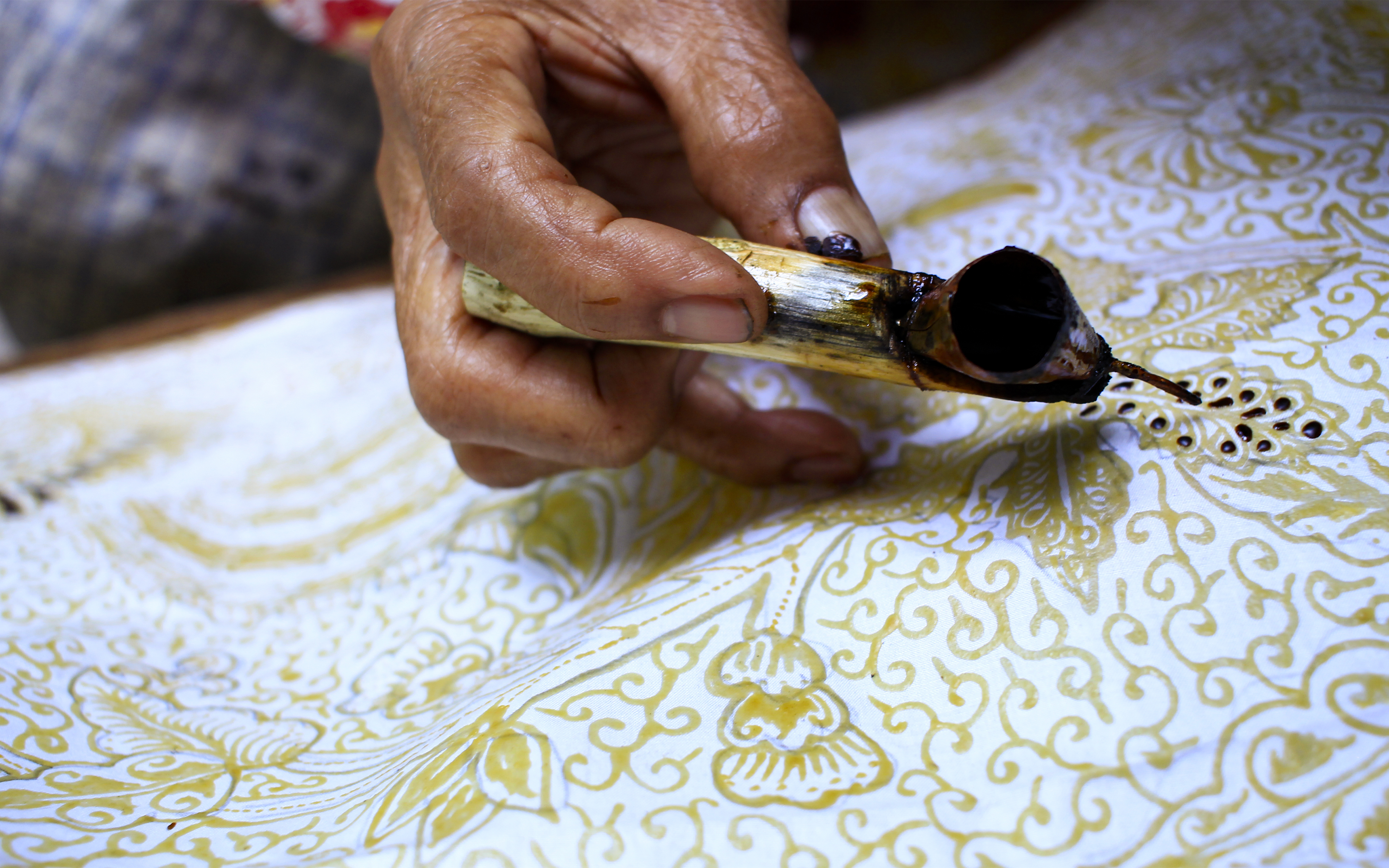
染料をしみこませたくない場所にダンマル樹脂を垂らす

### 食用
種子を乾燥させた後油を搾り、調理油やココアバター（カカオバター）の代替品として製菓原料などに使うことがある。特にサラノキ属（Shorea）の一部の種から取れるものが有名で、ボルネオではテンカワン (tenkawang) やイリッペナッツ（illipe nut）と呼ばれている。なお、イリッペナッツといった場合は同じく油脂を取るアカテツ科の樹木を指す場合もあるという。

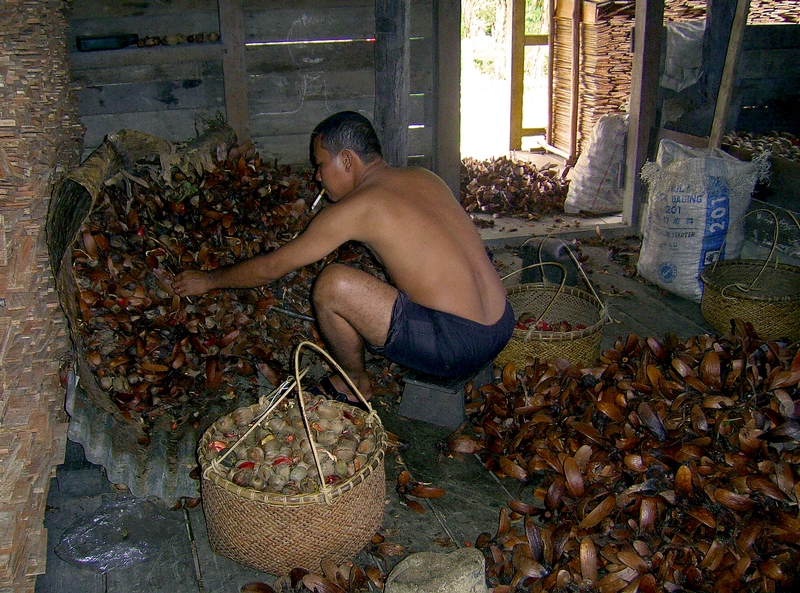
加工のために種子の羽根を取っているところ
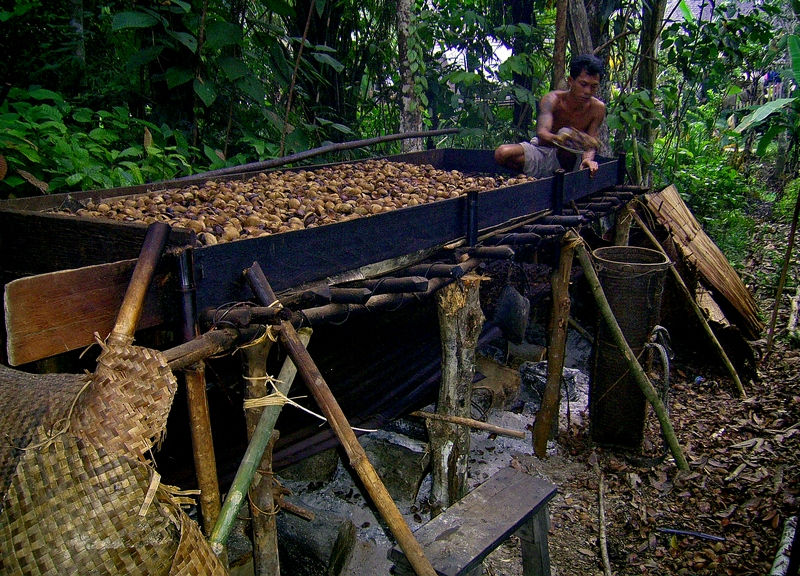
種子を並べ下から炎で加熱し乾燥させる。天日干しで作る方法もあるという
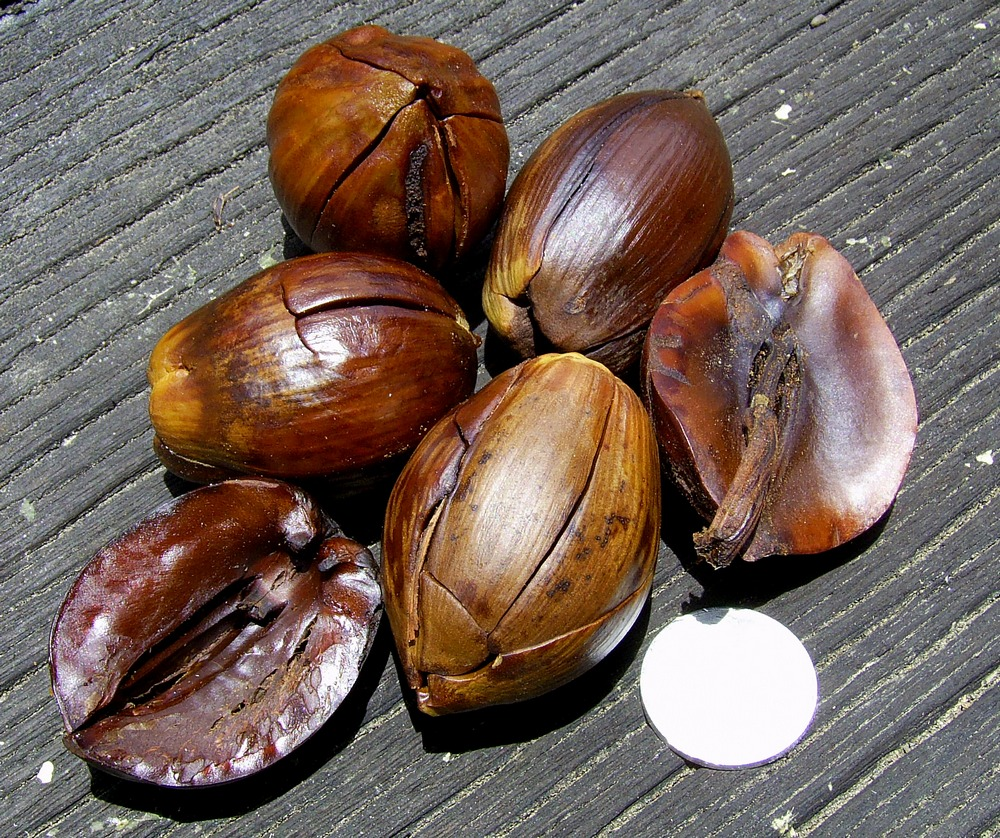
加熱乾燥させたフタバガキ科の種子

## 分類
クロンキスト体系の分類ではツバキ目に入れるが、APG植物分類体系ではアオイ目に移している。下位分類は下記のように2亜科に分かれる。分類情報および分布情報は Plants of the World Online に従う。

### フタバガキ亜科 Subfamily Dipterocarpoideae
13属480種程度を含む最大の亜科である。
- Anisoptera Korth. メルサワ属（別名: パロサピス属）[12]
熱帯アジアに10種が自生する。メルサワ（マレー語およびインドネシア語: mersawa）とはこの属の樹種の総称である[8]が、コーナー & 渡辺 (1969:170) では以下でいうメルサワパヤ1種にあてられた呼称となっている。学名が昆虫のトンボ亜目のものと同じである。
  - Anisoptera aurea Foxw.（フィリピン名: dagang）- フィリピン固有種。
  - Anisoptera costata Korth. メルサワカサット（マレー語: mersawa kesat）[8] - インドシナからマレー群島区系西部および中央部にかけて自生。
  - Anisoptera laevis Ridl. メルサワドリアン（マレー語: mersawa durian）[8] - タイの半島部からマレー群島区系西部にかけて自生。
  - Anisoptera marginata Korth. メルサワパヤ、マレー語: mersawa paya[8] - マレー群島区系西部に自生。
  - Anisoptera megistocarpa Slooten アカメルサワ（マレー語: mersawa merah）[13][8] - タイの半島部からスマトラにかけて自生。
  - Anisoptera scaphula (Roxb.) Kurz マスカルウッド（mascal wood）[8] - アッサム州からマレー半島にかけて自生。
  - Anisoptera thurifera (Blanco) Blume パロサピス（フィリピン名: palosapis）[8] - フィリピンからスラウェシにかけて自生。
    - A. thurifera subsp. polyandra (Blume) P.S.Ashton（シノニム: A. polyandra Blume）ガラワ（パプアニューギニア名: garawa）[8] - マルク諸島からニューギニアにかけて自生。

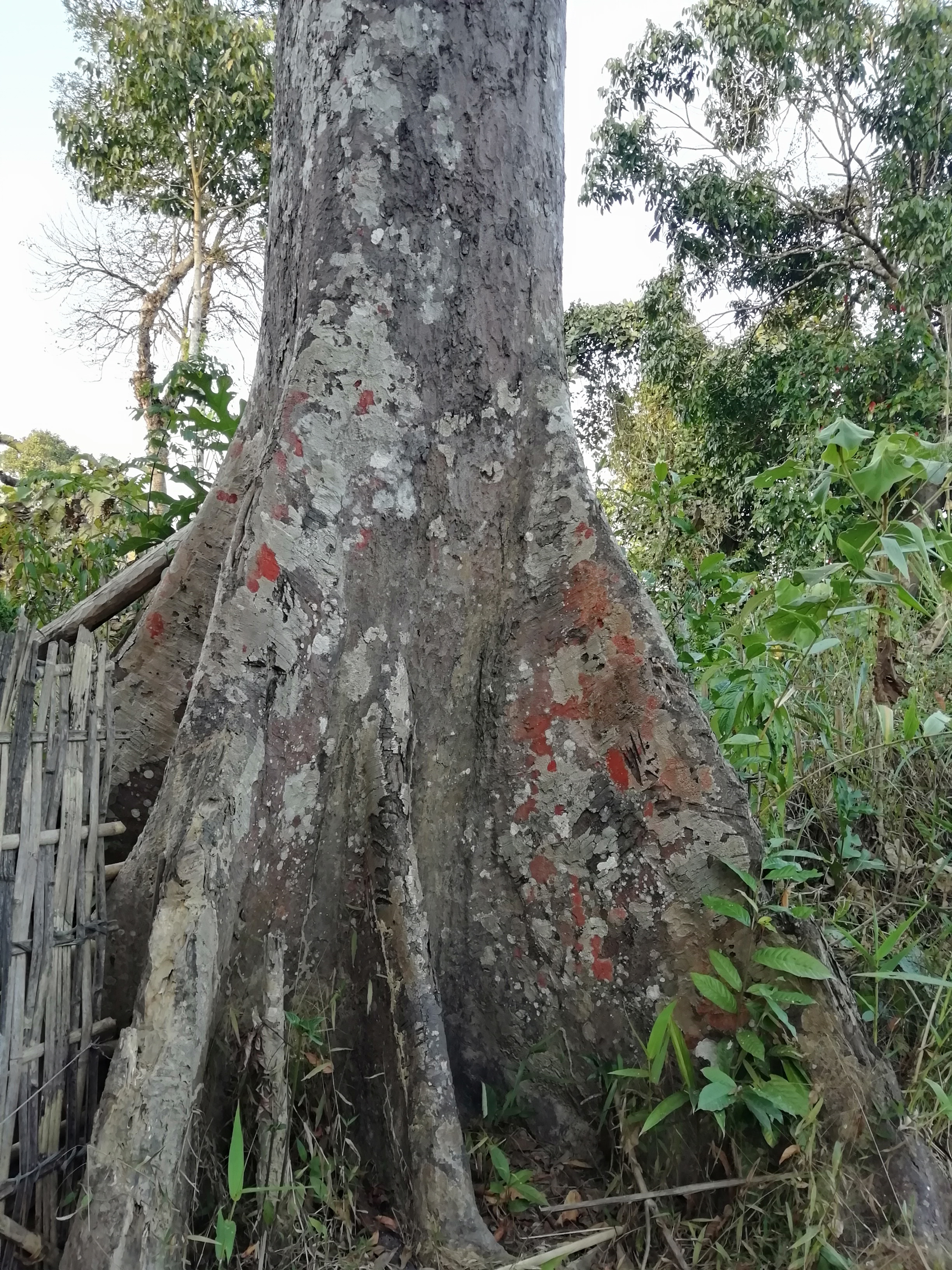
マスカルウッド Anisoptera scaphula の樹皮

- Cotylelobium Pierre コチレロビューム属[14]
5種。
  - Cotylelobium burckii (F.Heim) F.Heim - ボルネオ固有種。
  - Cotylelobium lanceolatum Craib（シノニム: C. malayanum Slooten）レサックブキット（マレー語: resak bukit）[8] - タイの半島部東部からマレー半島東部、ボルネオにかけて自生。
  - Cotylelobium lewisianum (Trimen ex Hook.f.) P.S.Ashton - スリランカ固有種。
  - Cotylelobium melanoxylon (Hook.f.) Pierre レサックバトゥ（マレー語: resak batu）[8] - タイの半島部、マレー群島区系西部に自生。
  - Cotylelobium scabriusculum (Thwaites) Brandis - スリランカ南西部にのみ自生。

- Dipterocarpus C.F.Gaertn. フタバガキ属
フタバガキ科内では3番目に大きなグループで65種、分布域はインドからマレー群島区系にかけて。この属の樹種は概してクルイン（マレー語およびインドネシア語: keruing）やアピトン（フィリピン名: apitong）と呼ばれる[8]。一部に落葉性の種がある。
  - Dipterocarpus acutangulus Vesque クルインブキット（サラワク名: keruing bukit）[8] - タイの半島部からマレー半島、ボルネオにかけて自生。
  - Dipterocarpus alatus Roxb. ex G.Don カンインビュ[8]（ビルマ語: ကညင်ဖြူ カニンビュー）- インド北東部からマレー半島、フィリピン（ルソン島）にかけて自生。
  - Dipterocarpus applanatus Slooten - ボルネオ固有種。
  - Dipterocarpus baudii Korth. ヤーンプルアン（タイ名: yaang phluang）[8] - バングラデシュからスマトラにかけて自生。
  - Dipterocarpus caudifer Merr. クルインプティ（ボルネオ北部名: keruing puteh）[8] - ボルネオ（サバ州、サラワク州）固有種。
  - Dipterocarpus confertus Slooten クルインコビス（ボルネオ北部名: keruing kobis）[8] - ボルネオ固有種。
  - Dipterocarpus grandiflorus (Blanco) Blanco オオミフタバガキ[13][8] - バングラデシュからインドシナ、マレー群島区系西部からフィリピン（ルソン島北西部）にかけて自生。
  - Dipterocarpus hasseltii Blume ヤーンクリアン[8]（タイ語: ยางเกลี้ยง）- インドシナからマレー群島区系西部および中央部にかけて自生。
  - Dipterocarpus indicus Bedd. ブラックダマール（英: black dammar）- インド南西部にのみ自生。
  - Dipterocarpus intricatus Dyer ヒエンクラート[8]（タイ語: เหียงกราด）- インドシナに自生。
  - Dipterocarpus lowii Hook.f. クルインバトゥ（インドネシア語: keruing batu）[8] - マレー群島区系西部に自生。
  - Dipterocarpus obtusifolius Teijsm. ex Miq. ヒエン[8]（タイ語: เหียง）- インドシナからマレー半島（プルリス州）にかけて自生。
  - Dipterocarpus retusus Blume（シノニム: D. trinervis Blume ディプテロカルプス・トリネリビス[15]）- アッサムから中国（雲南省西部および南東部）にかけて、またインドシナから小スンダ列島にかけて自生。
  - Dipterocarpus tuberculatus Roxb. イン[8]（ビルマ語: အင်）- バングラデシュからインドシナにかけて自生。
  - Dipterocarpus validus Blume（シノニム: D. warburghii Brandis）ハガカック（フィリピン名: hagakhak）[8] - ボルネオ北部および東部からフィリピンにかけて自生。
  - Dipterocarpus zeylanicus Thwaites ホラ[8]（シンハラ語: හොර）- スリランカ固有種。

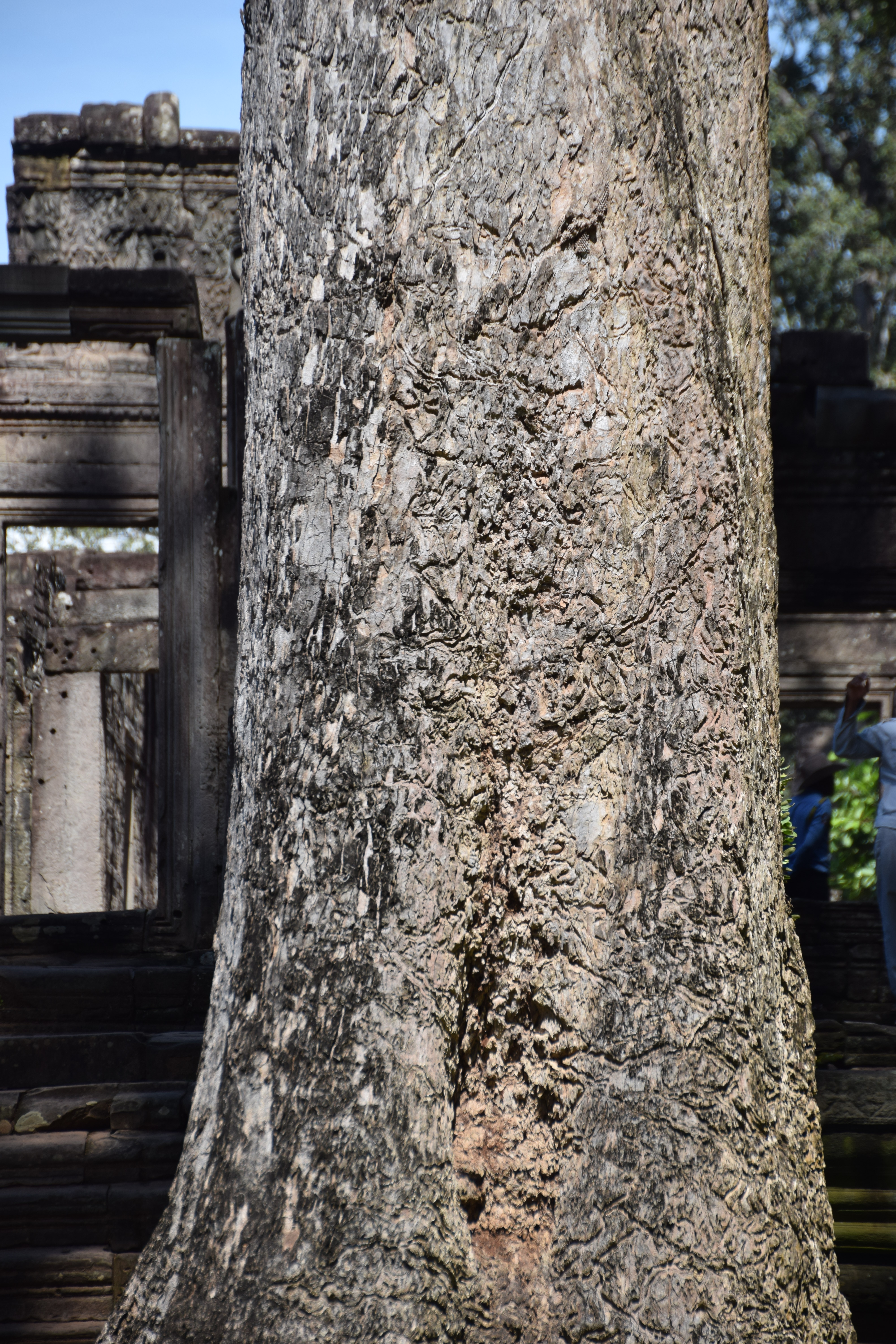
カンインビュ（Dipterocarpus alatus）の樹皮
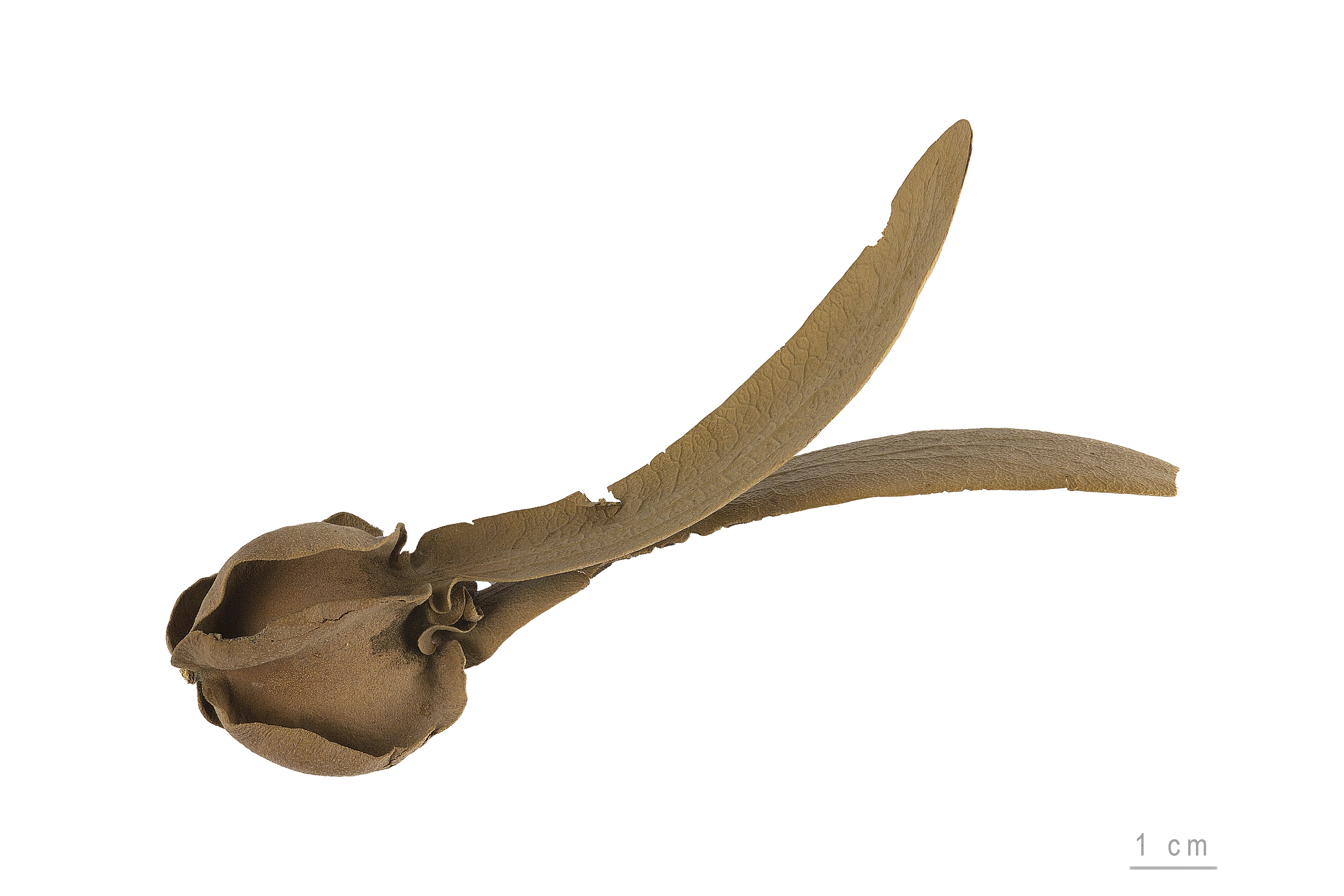
カンインビュの種子

- Stemonoporus Thwaites
和名未定の属である。26種が認められるが、その全てがスリランカ固有種である。

- Upuna Symington ウプン属[16]
ボルネオ固有種である Upuna borneensis Symington ウプン（サバ名: upun）[8]1種だけが知られる単型の属である。

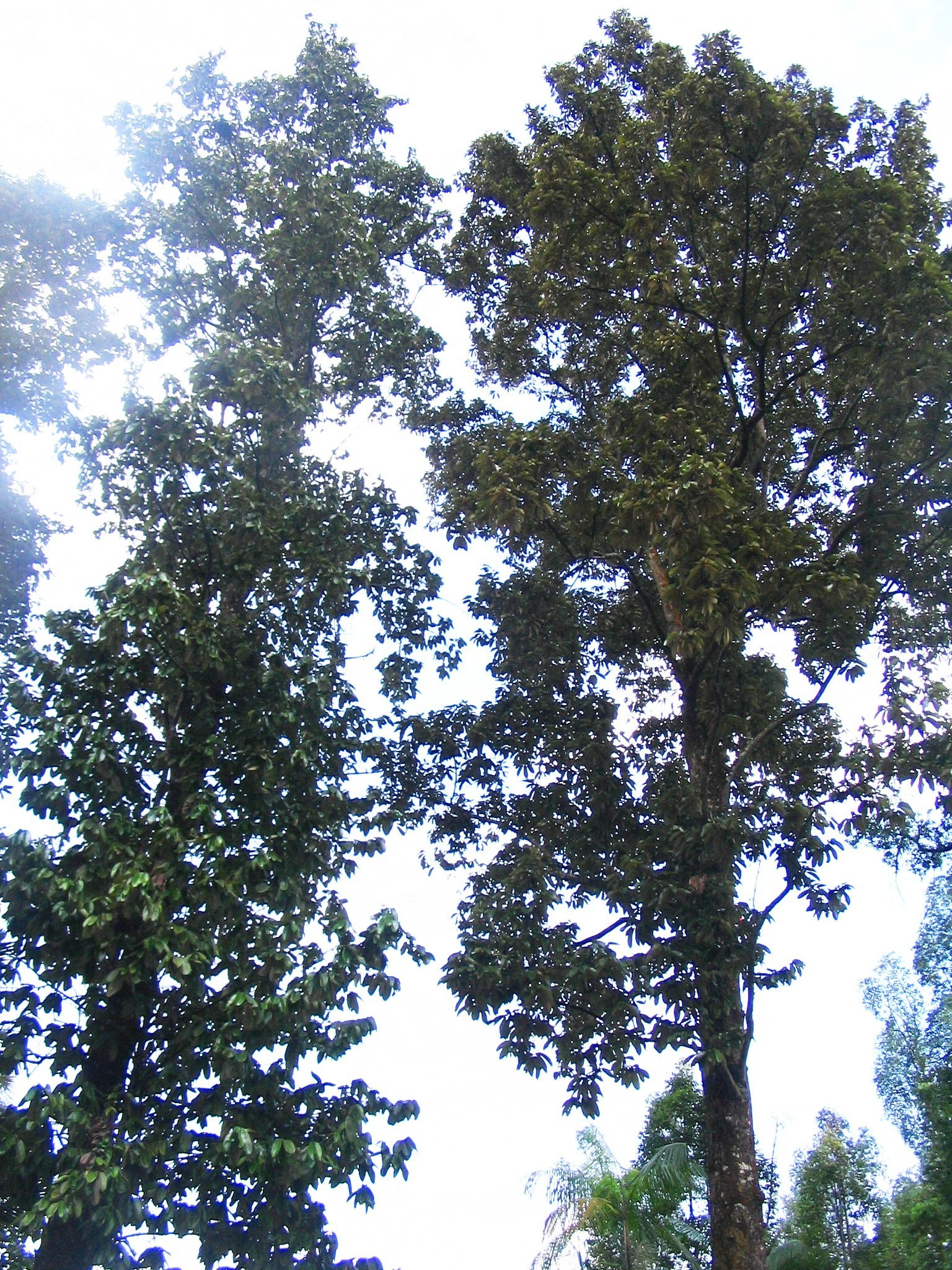
ウプン（Upuna borneensis）の樹形

- Vateria L.
3種が知られる。リンネの『植物の種』(Species Plantarum; 1753年) で記載された属で、フタバガキ科に分類されている属の中では最初に記載が行われたものである。
  - Vateria copallifera (Retz.) Alston - スリランカ固有種。
  - Vateria indica L. インドコーパル（インド名: Indian copal）[8] - インド南西部および南部にのみ自生。『植物の種』で記載され[17]、フタバガキ科に分類されている種の中では最初に記載された種である。
  - Vateria macrocarpa K.M.Gupta - インド南部にのみ自生。

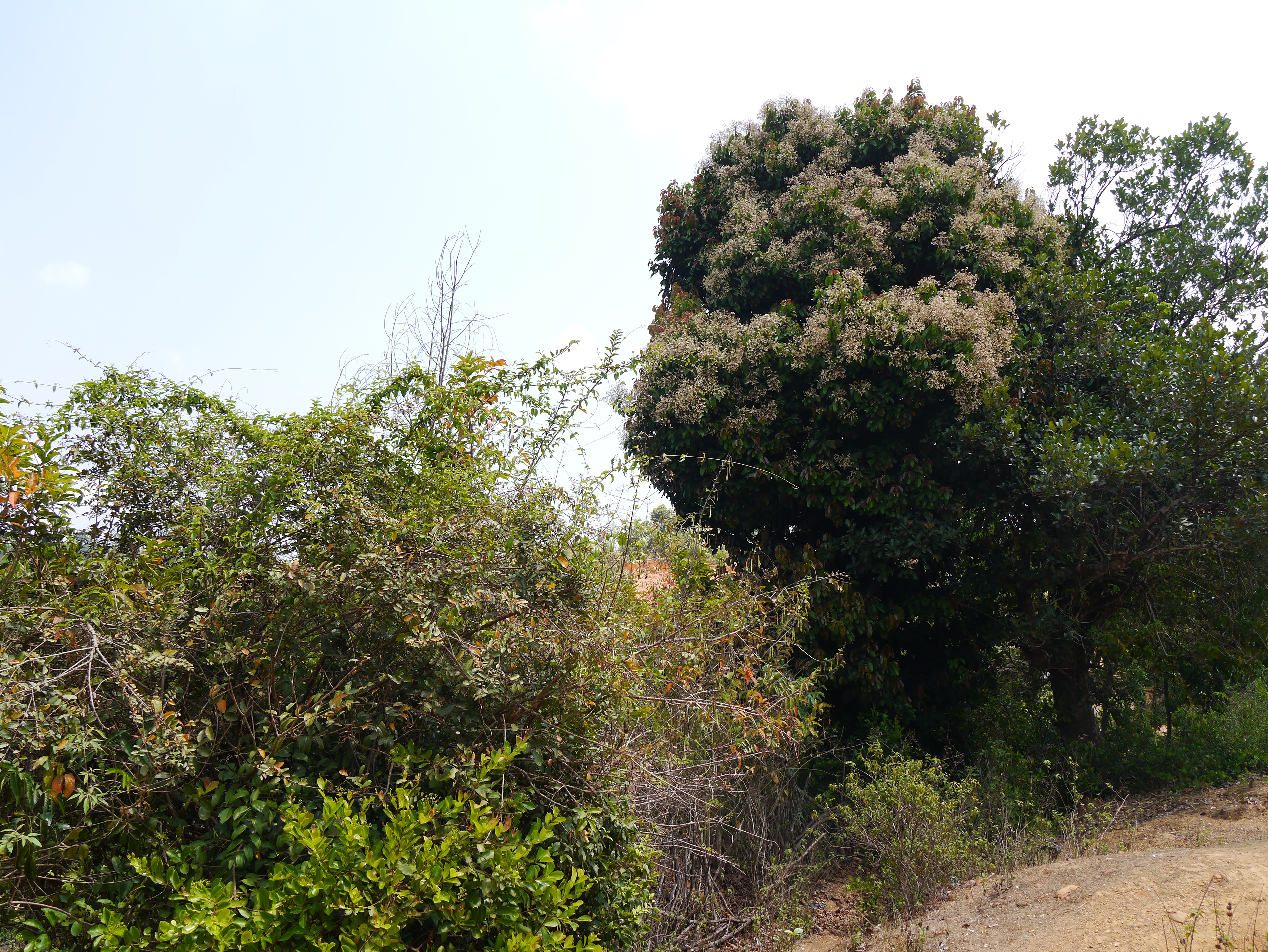
インドコーパル（Vateria indica）の樹形
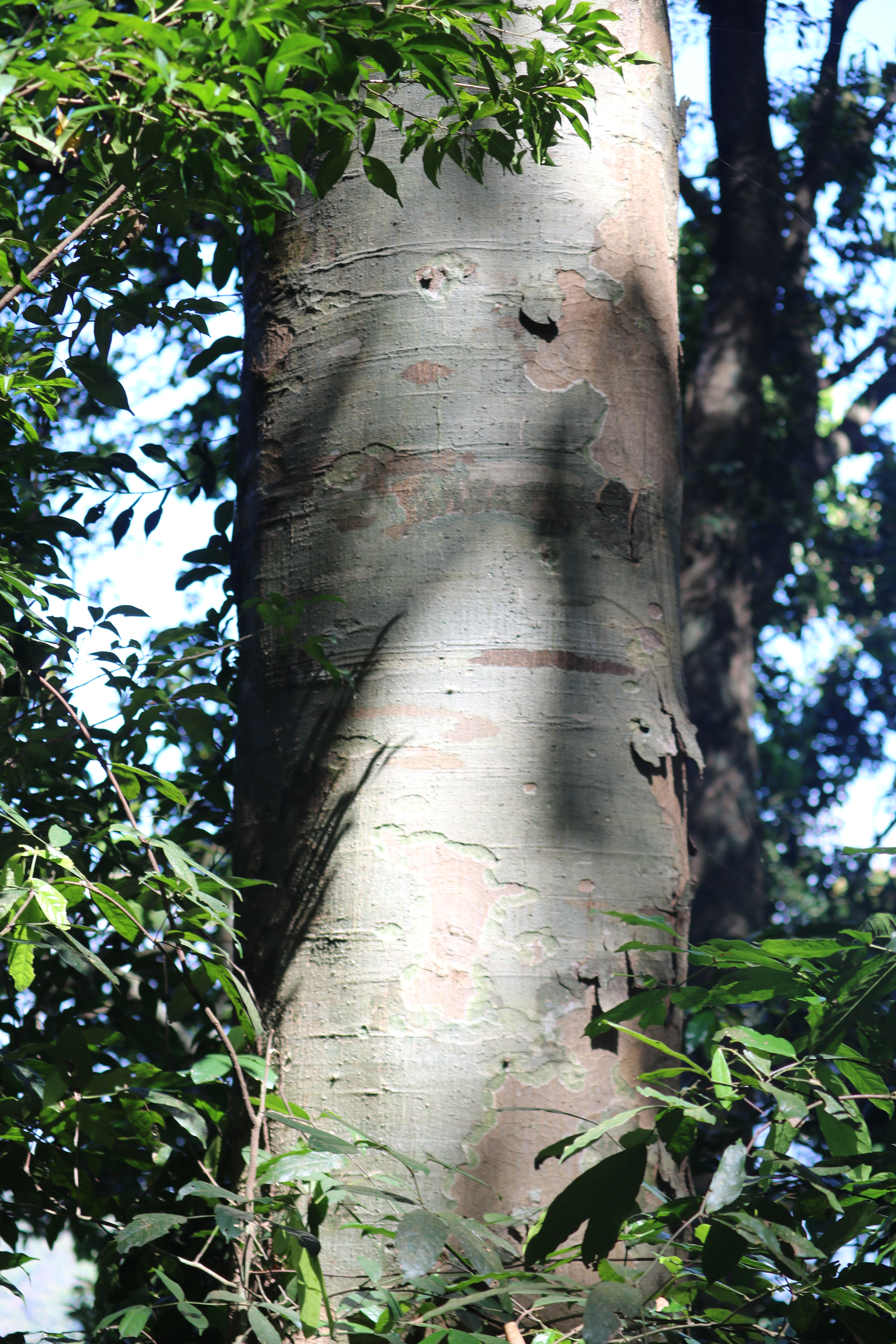
インドコーパルの樹形
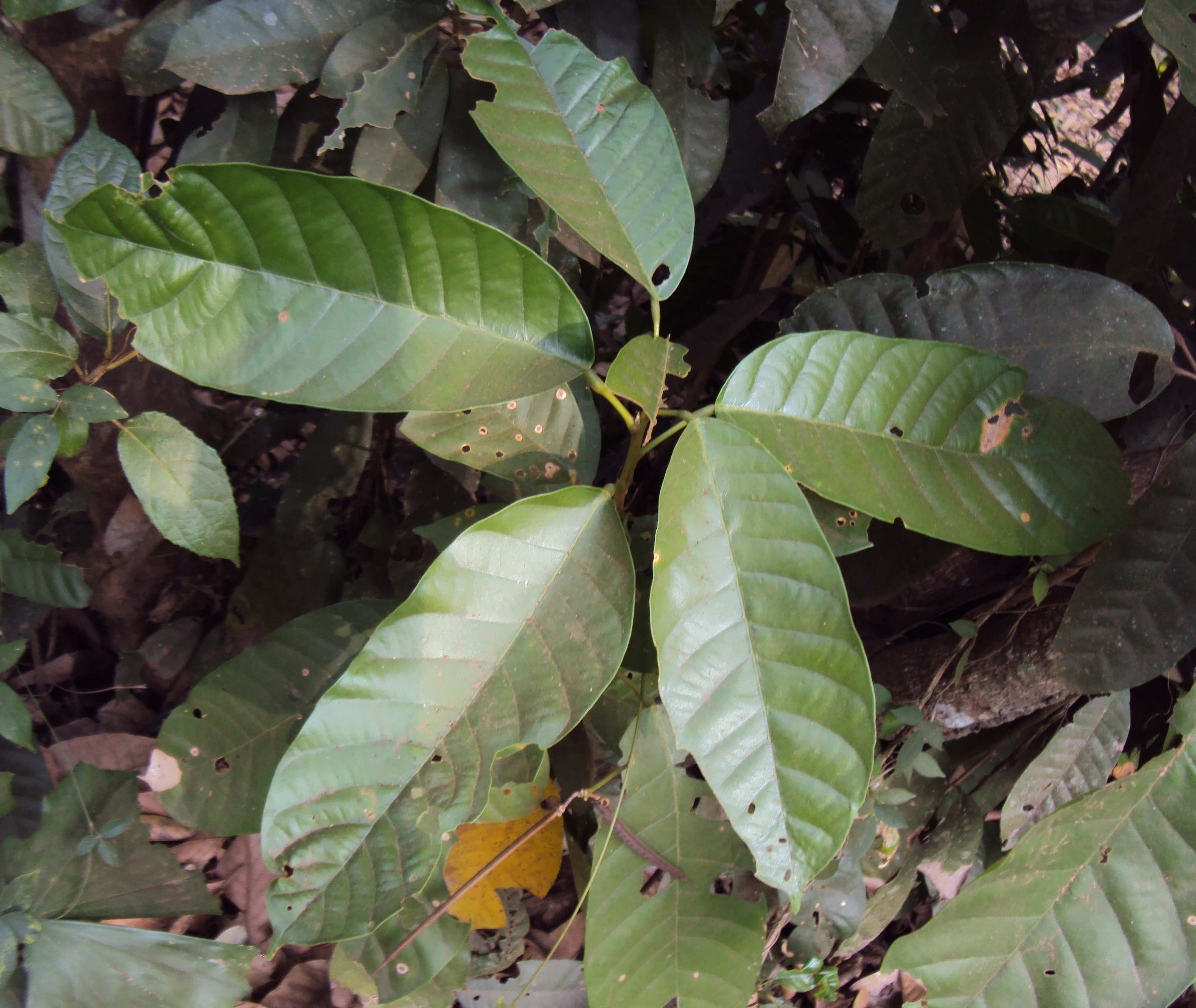
インドコーパルの葉
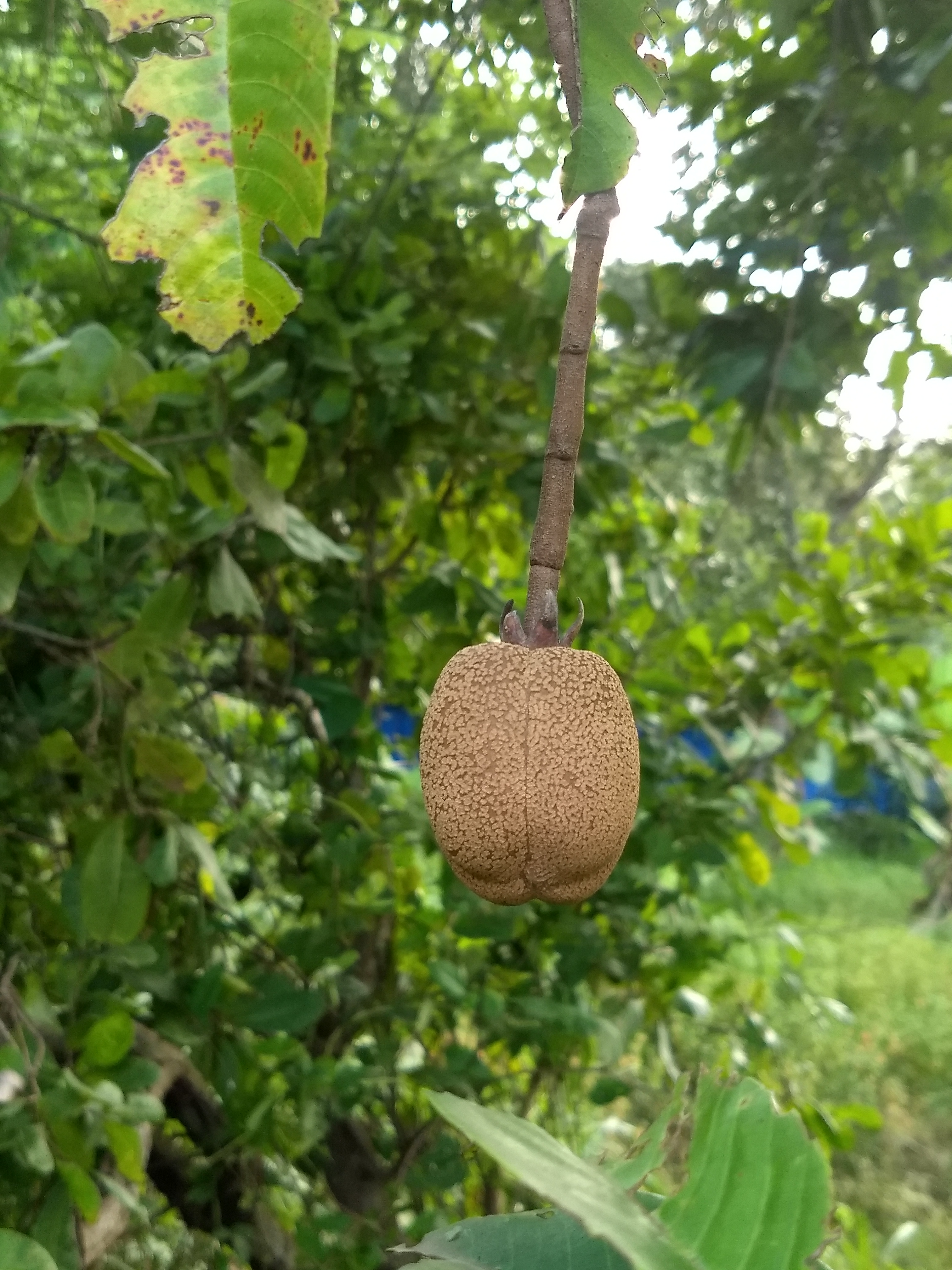
インドコーパルの果実
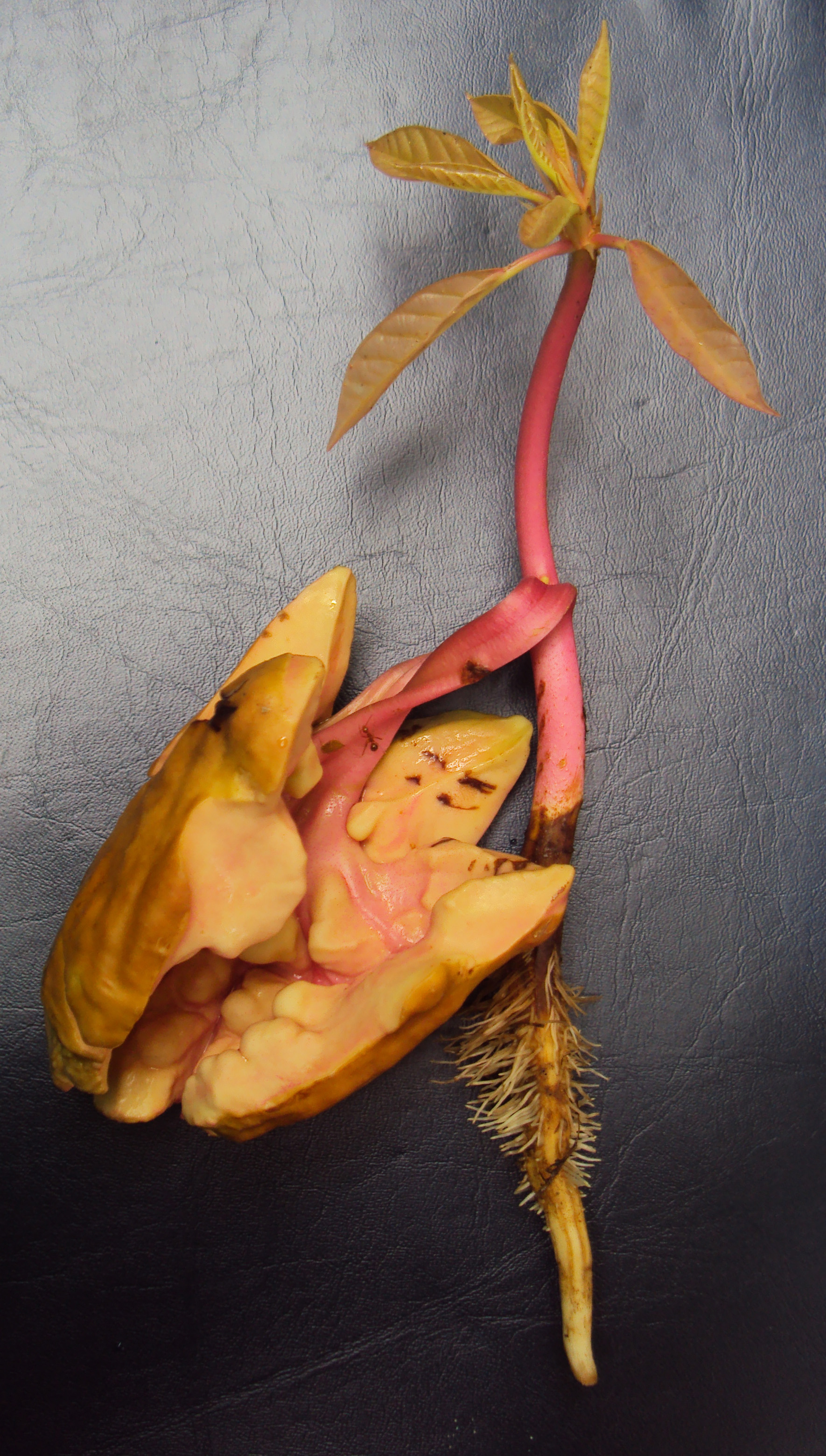
インドコーパルの発芽は地下性。

- Vateriopsis F.Heim
和名未定の属。アフリカ大陸東方のインド洋上の島国セーシェルに自生する Vateriopsis seychellarum (Dyer) F.Heim（和名未定）1種だけが知られる単型の属である。

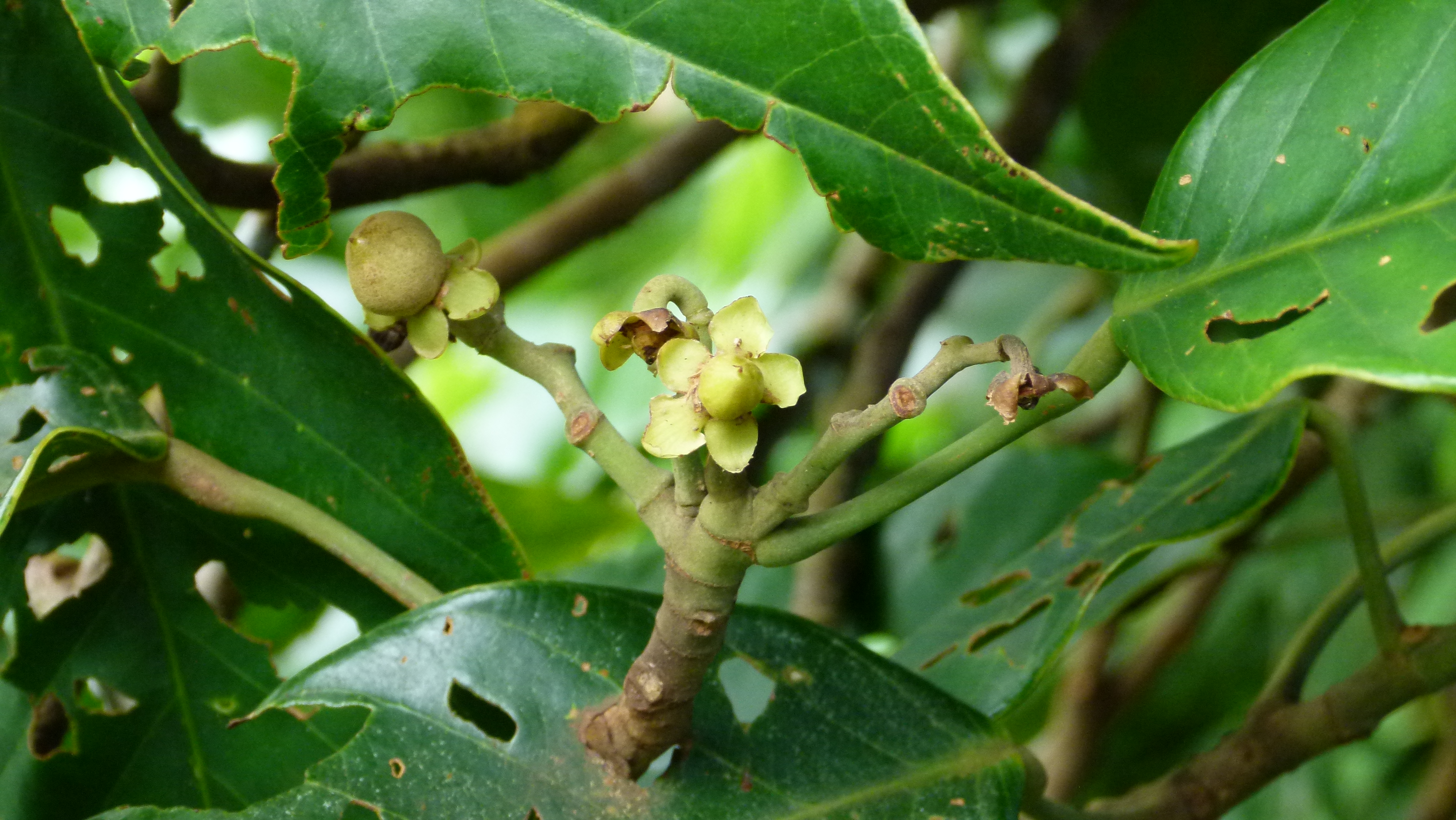
Vateriopsis seychellarum の花
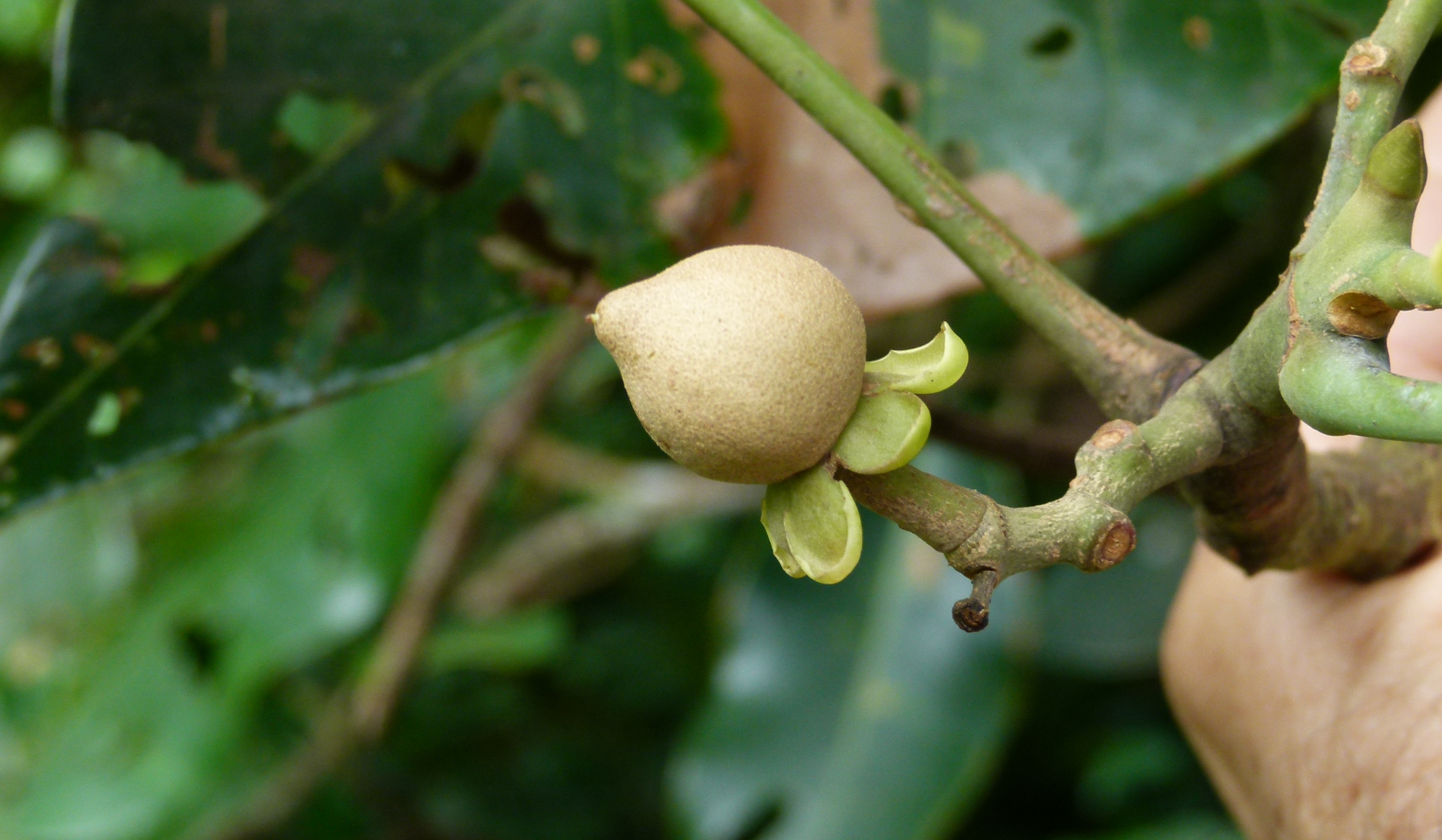
Vateriopsis seychellarum の実

- Vatica L. バチカ属（別名: ナリグ属）[18]
中国南部から熱帯アジアにかけて77種が自生。
  - Vatica lowii King[19] レサックピピット（マレー語: resak pipit）[8] - タイ半島部からマレー半島にかけて自生。
  - Vatica maingayi Dyer レサック（マレー語: resak）[8] - タイ半島部からマレー群島区系西部にかけて自生。
  - Vatica mangachapoi Blanco リュウノウガシ[20]（別名: ナリグ、フィリピン名: narig[8]）- 海南省からベトナム、マレー半島北部、ボルネオ、フィリピンにかけて自生。
  - Vatica pallida Dyer ツクバネバチカ[13] - マレー半島（ペナン州）固有種。
  - Vatica rassak (Korth.) Blume（シノニム: V. papuana Dyer）レサックイリアン（サバ名: resak irian）[8] - ボルネオからニューギニアにかけて自生。

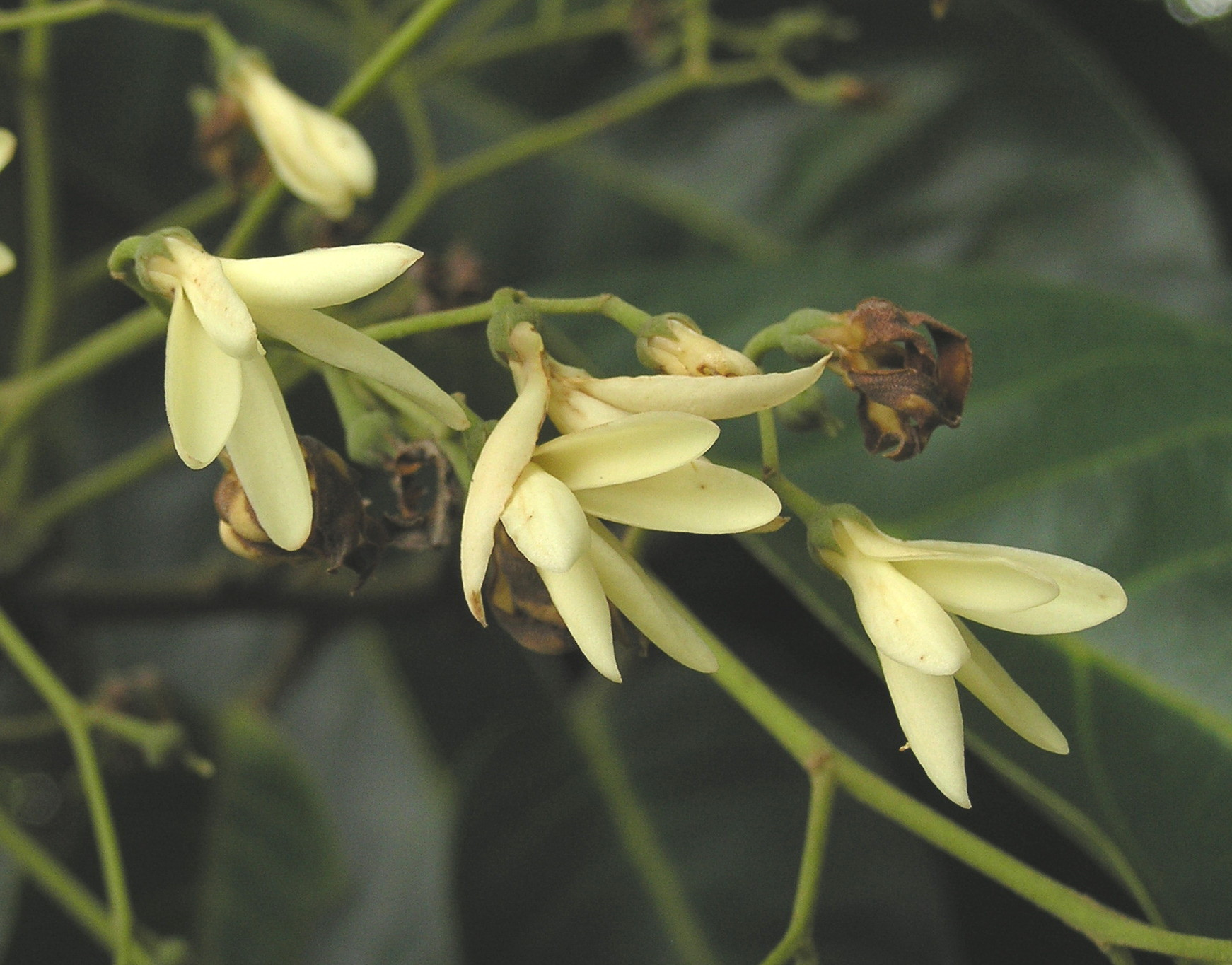
レサックイリアン（Vatica rassak）の花

- Dryobalanops C.F.Gaertn. リュウノウジュ属

7種程度が知られ、リュウノウジュ（Dryobalanops aromatica）などが含まれる。
- Hopea ホペア属

バングラデシュおよび東南アジアに自生するタキアン（Hopea odorata Roxb.）やインド固有種のマラバルテツボク（Hopea parviflora Bedd.）など110種程度が知られる。

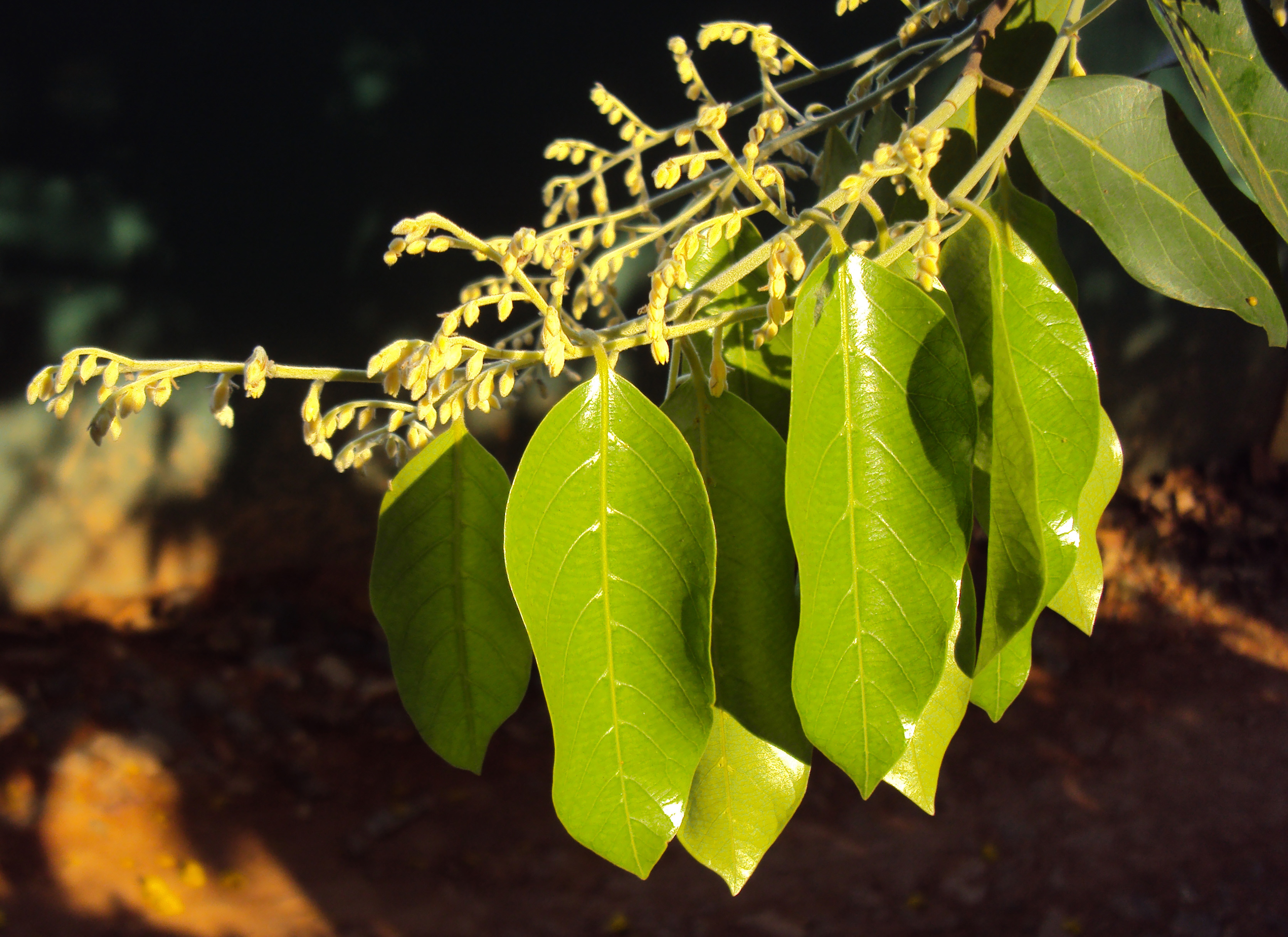
マラバルテツボク（Hopea parviflora）の葉
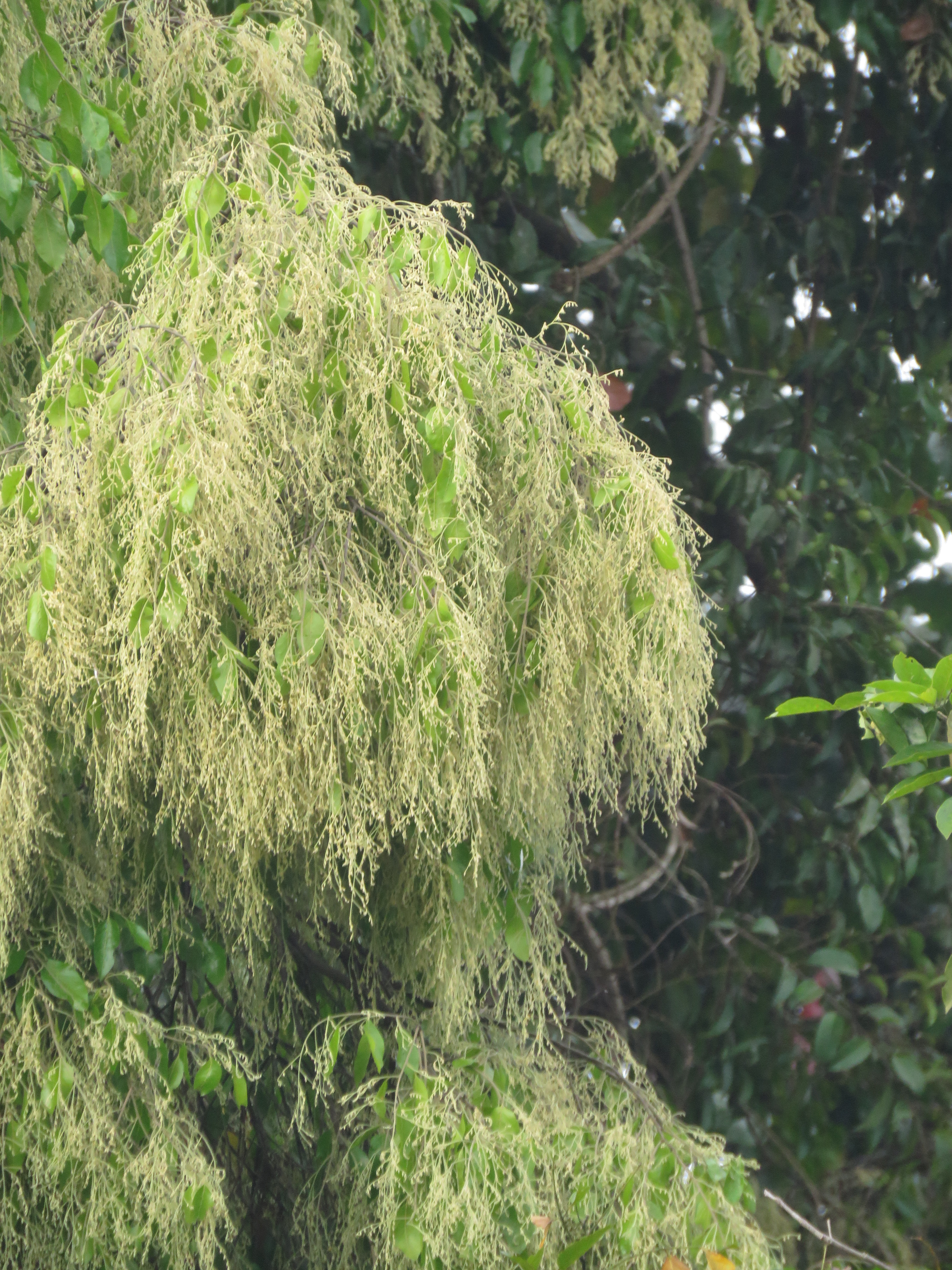
マラバルテツボクの花
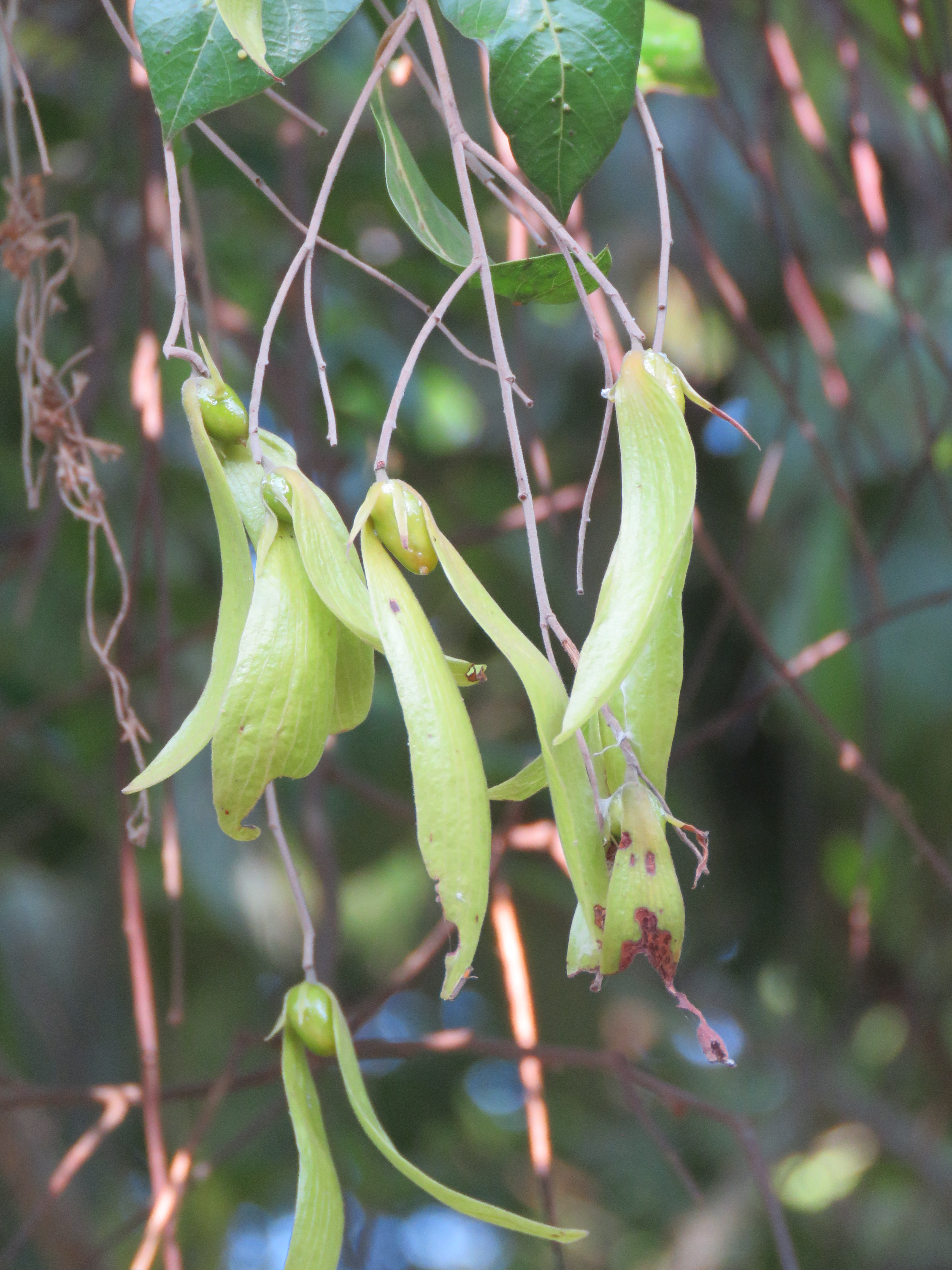
マラバルテツボクの果実

- Neobalanocarpus P.S.Ashton[21]

和名未定の属。マレー半島に分布するチェンガル（Neobalanocarpus heimii (King) P.S.Ashton、シノニム: Balanocarpus heimii King; 別名: メラワン マレー語: merawan）一種だけが知られる単型の属である。

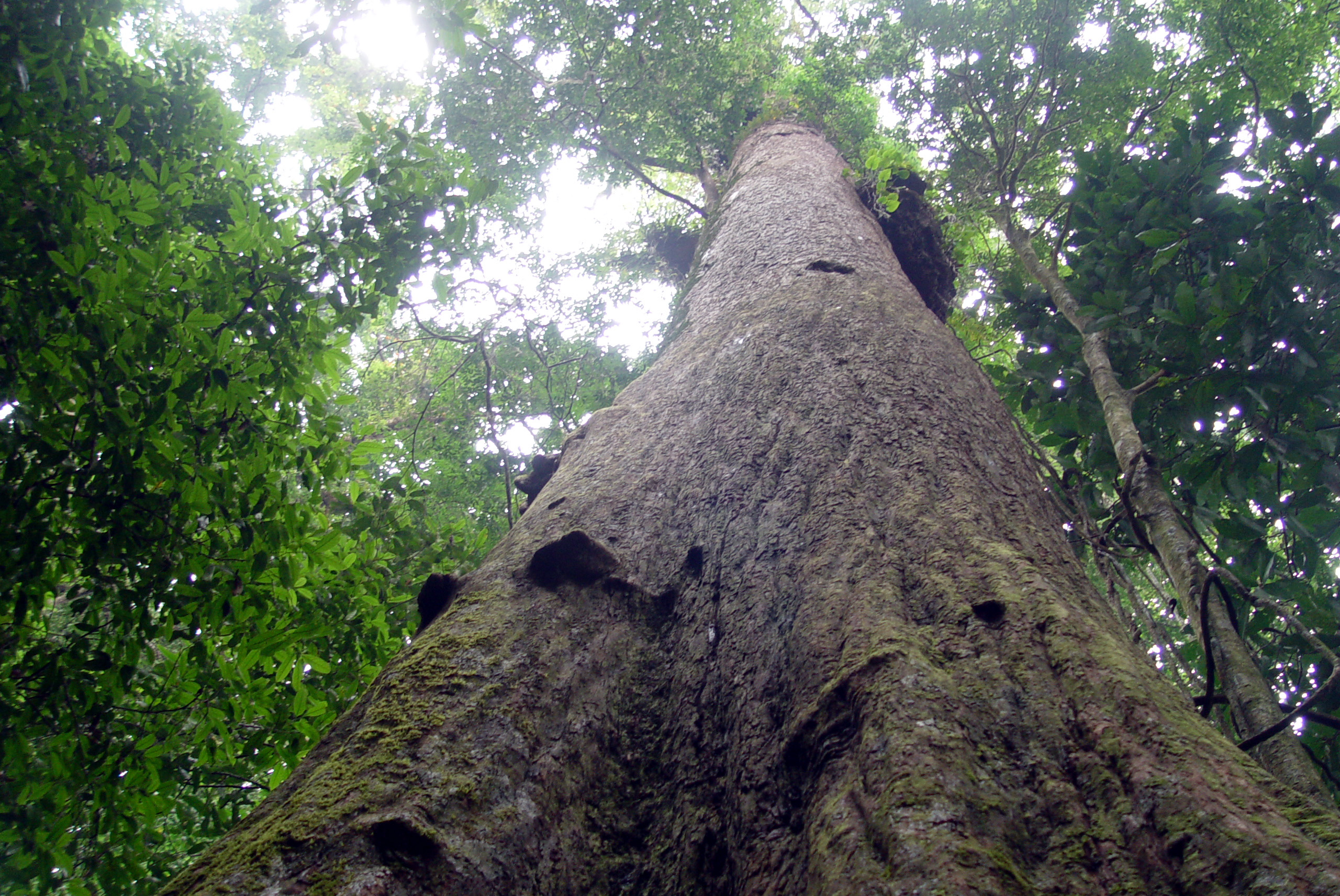
チェンガル（Neobalanocarpus heimii）の樹皮の様子
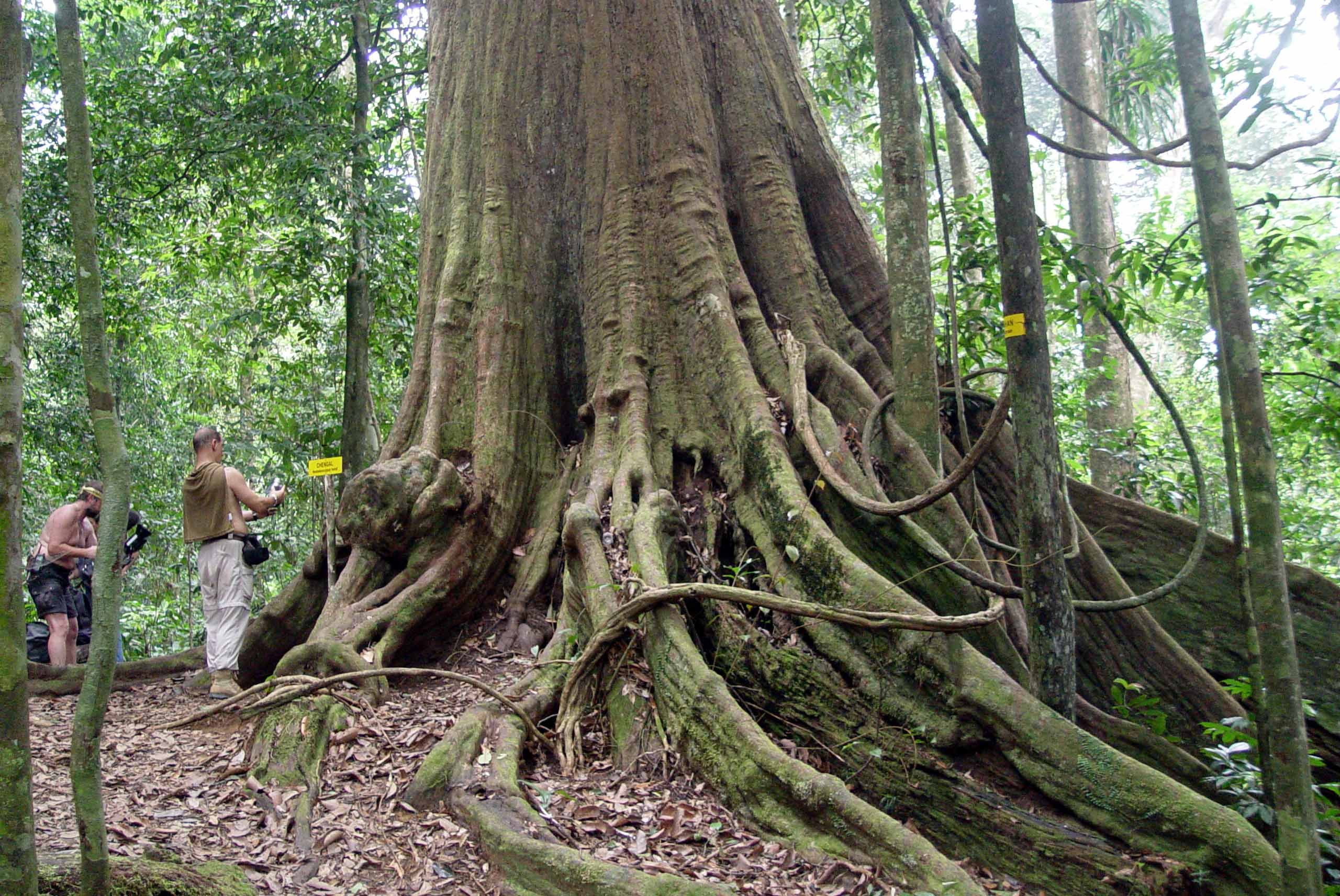
チェンガルの根元の様子
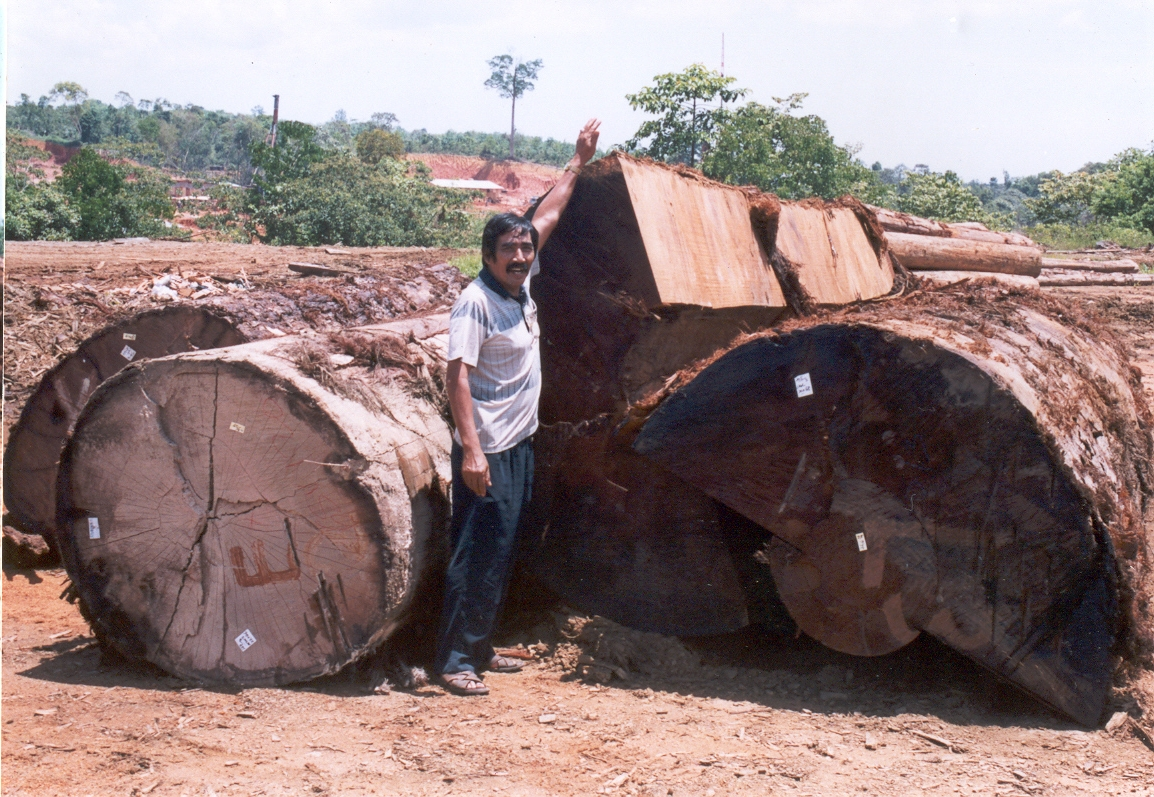
土場に並ぶチェンガル

- Parashorea Kurz パラショレア属[23]
インドシナからマレー群島区系西部および中央部にかけて13種が自生。属名 Parashorea は「サラノキ属 Shorea に似ている」の意味。本属のうち比較的軽軟な樹種はバグチカン（フィリピン名: bagtikan）、対して比較的重硬な樹種はグルトゥ（マレー語: gerutu）と総称される[8]。発芽直後の姿が特徴的で、子葉を地面ギリギリのところに出し、次に出てくる小葉は針状で針葉樹の実生の様に見えるという。
  - Parashorea buchananii (C.E.C.Fisch.) Symington カエンヒン（ラオス名: kaen hin）[8] - インドシナに自生。
  - Parashorea densiflora Slooten & Symington グルトゥパシル（マレー語: gerutu pasir）[8] - マレー半島に自生。
  - Parashorea globosa Symington グルトゥパシルダウンブッサル（マレー語: gerutu pasir daun bessar）[8] - マレー半島からスマトラにかけて自生。
  - Parashorea malaanonan (Blanco) Merr.（シノニム: P. plicata Brandis）バチカラワン[13]（別名: ホワイトセラヤ[8]）- ボルネオからフィリピンにかけて自生。
  - Parashorea parvifolia Wyatt-Sm. ex P.S.Ashton ウラトマタブキット（ブルネイマレー語（英語版）: urat mata bukit）[8] - ボルネオ固有種。
  - Parashorea smythiesii Wyatt-Sm. ex P.S.Ashton ウラトマタバトゥ（サバ名: urat mata batu）[8] - ボルネオ固有種。
  - Parashorea stellata Kurz グルトゥグルトゥ（マレー語: gerutu gerutu）[8] - インドシナからマレー半島にかけて自生。
  - Parashorea tomentella (Symington) Meijer ウラトマタブルドゥ（サバ名: urat mata beludu）[8] - ボルネオ（サバ州、東カリマンタン州）固有種。

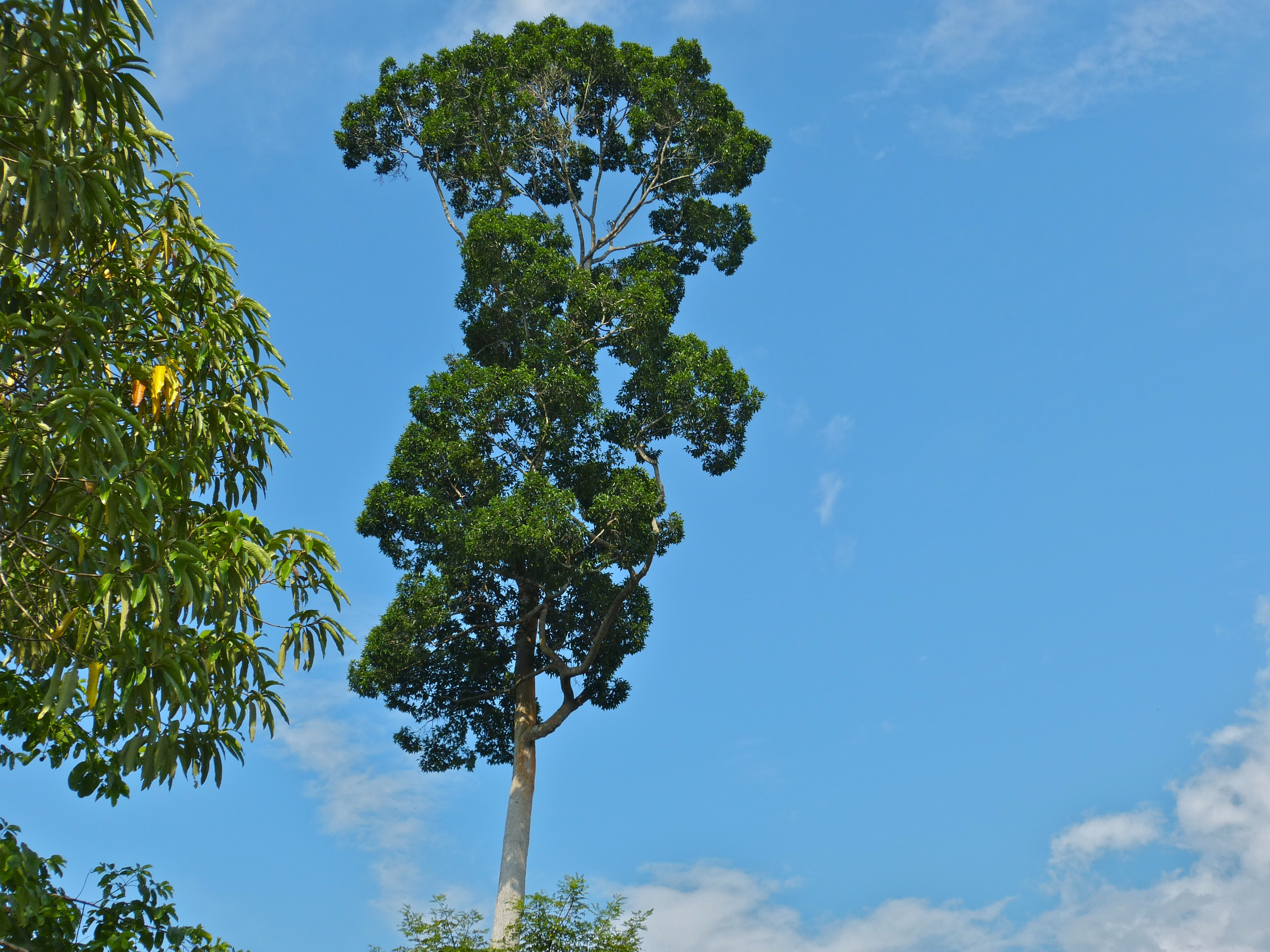
パラショレア属の樹形の例（バチカラワン Parashorea malaanonan）

- Shorea Roxb. ex C.F.Gaertn. サラノキ属

200種近くが知られる最大の属。サラソウジュ（Shorea robusta）が含まれる。一部に落葉性の種がある。

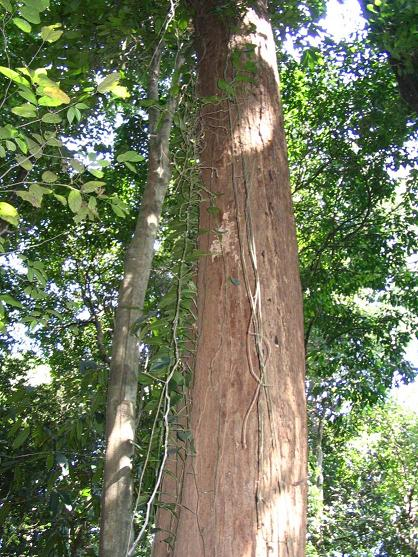
Shorea属の幹S. bracteolata
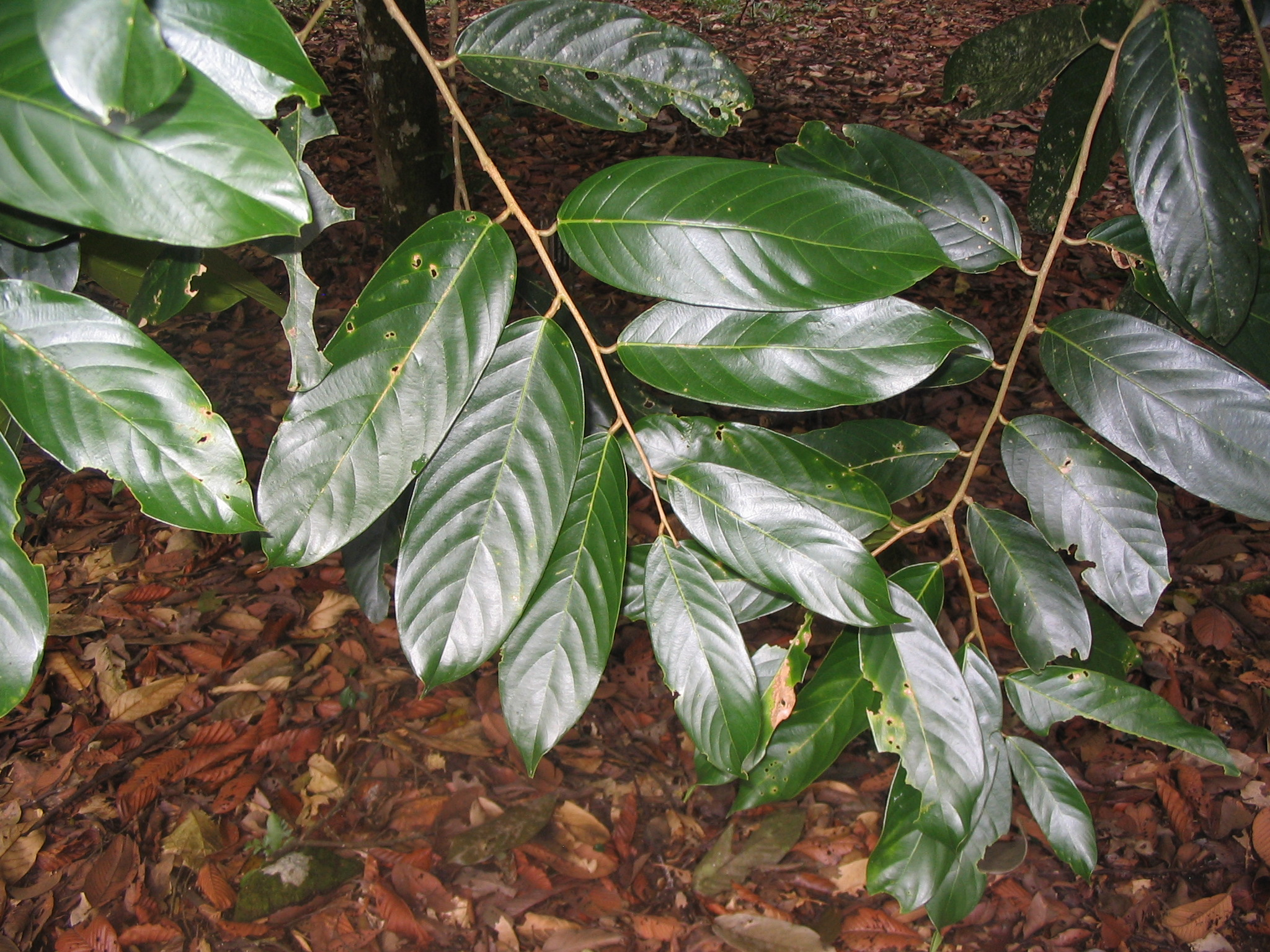
Shorea属の葉S. maxima
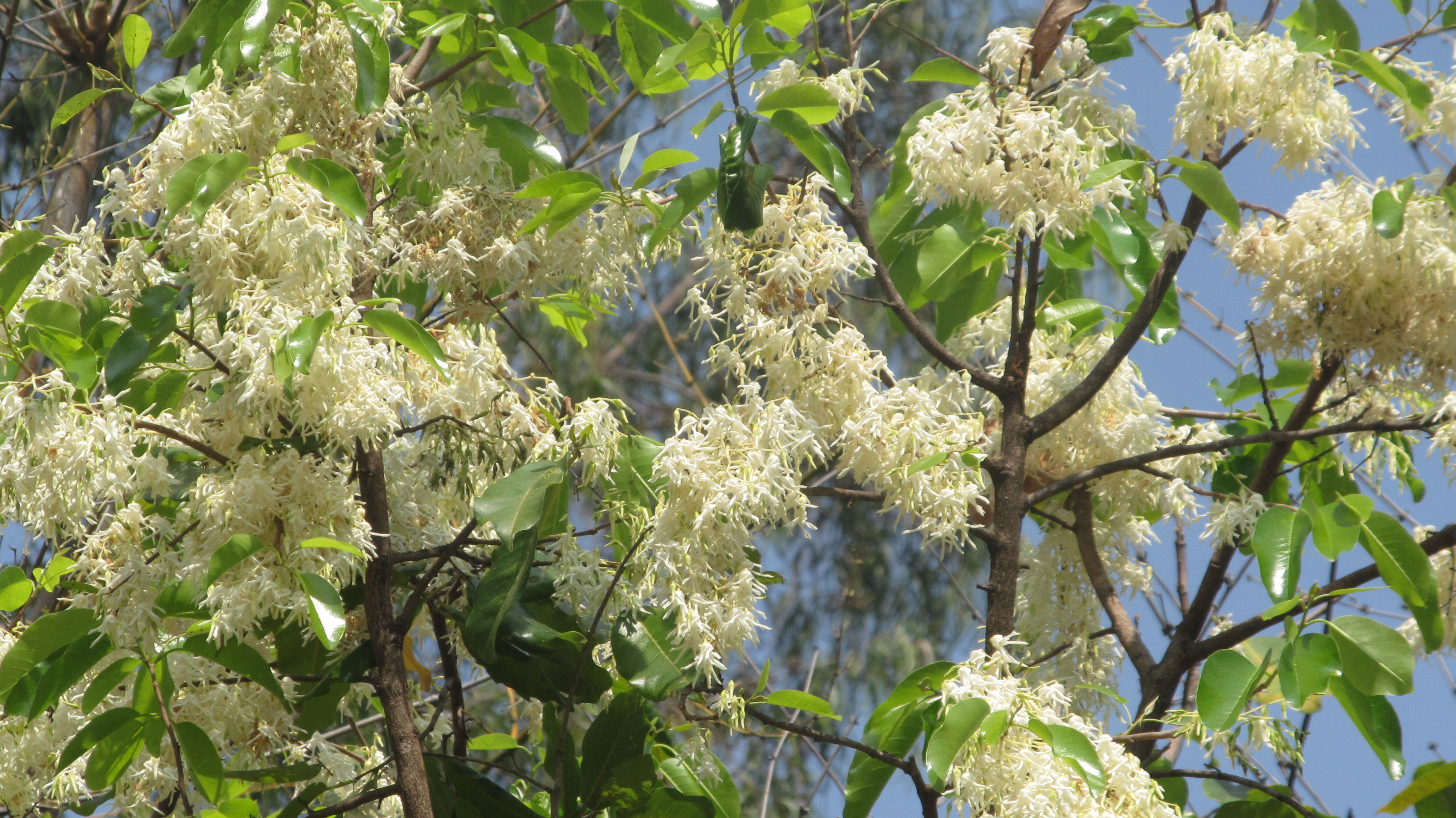
Shorea属の花S. rocburghii
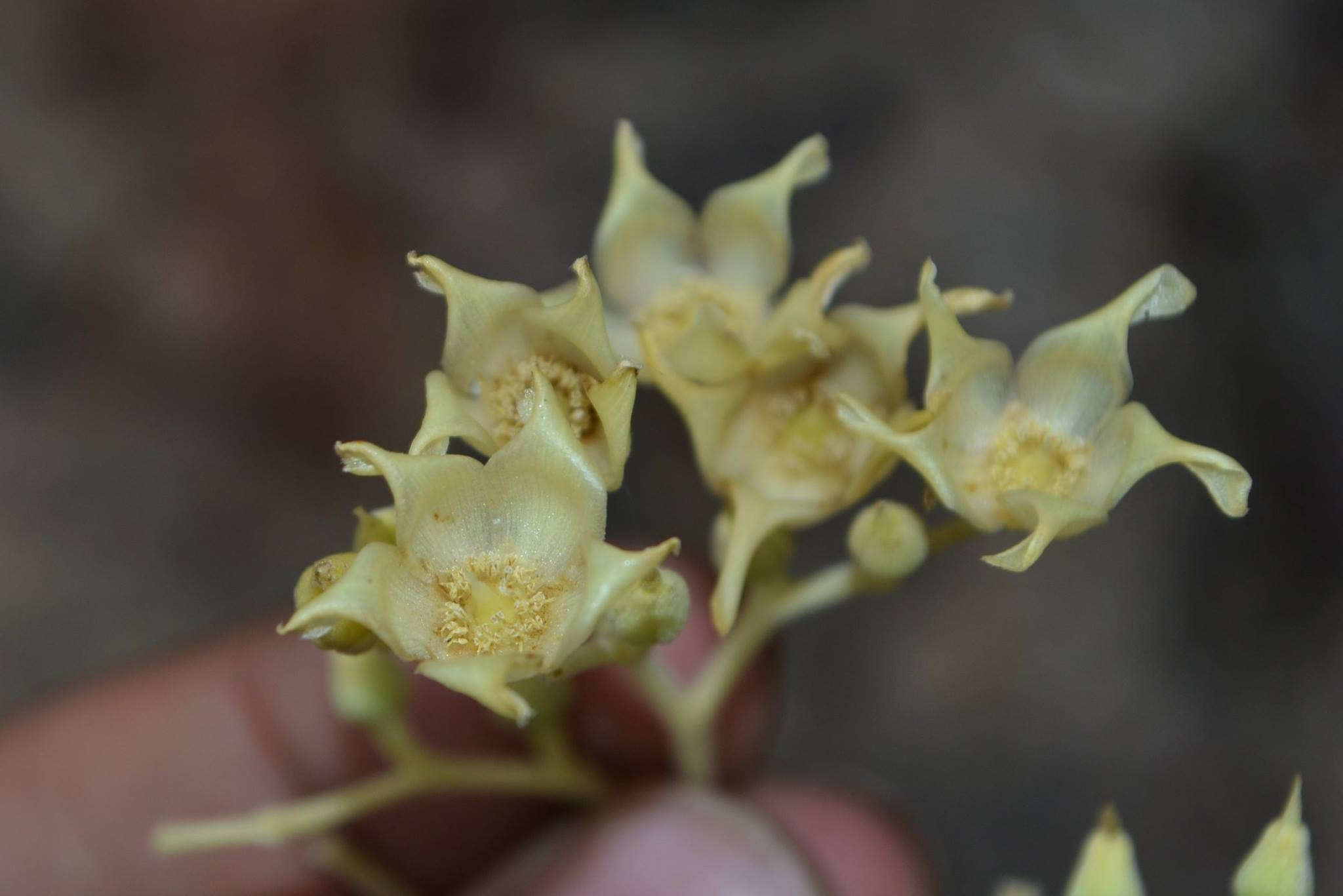
Shorea属の花S. robusta

### Subfamily Monotoideae
和名未定の亜科。アフリカに2属30種未満程度、南米に1属1種が知られている。
- Marquesia Gilg
和名未定の属。3種が知られるが、いずれもアフリカ産である。
  - Marquesia acuminata (Gilg) R.E.Fr. - コンゴ民主共和国南西部からアンゴラにかけて自生。
  - Marquesia excelsa R.E.Fr. - ガボンおよび赤道ギニアに自生。
  - Marquesia macroura Gilg - タンザニア西部からアンゴラにかけて自生。

- Monotes A.DC.
和名未定の属。熱帯アフリカからボツワナ、マダガスカルにかけて23種が知られる。

- Pseudomonotes A.C.Londoño, E.Alvarez & Forero
和名未定の属。1995年に記載されたコロンビアの熱帯雨林産の Pseudomonotes tropenbosii A.C.Londoño, E.Alvarez & Forero[24]（和名未定）1種だけが知られる単型の属である。

### フタバガキ科か疑わしい分類群
- Pakaraimaea dipterocarpacea Maguire & P.S.Ashton - 1977年にフタバガキ科として記載された南米ガイアナ産の種であり[25]、当時それまでいわゆる旧世界でしか知られていなかったフタバガキ科が南米に産する例として注目を浴びたが、分子学的な研究（Ducousso et al. (2003) など）が進められた結果、フタバガキ科よりもハンニチバナ科（Cistaceae）の姉妹群とされるようになった[26]。

## 関連文献
フランス語:
- Tem Smitinand; Jules E. Vidal; Pham Hoang Hô (1990). Diptérocarpacées. Flore du Cambodge, du Laos et du Viêtnam; 25. Paris: Muséum National d’Histoire Naturelle. ISBN 2-85654-189-5 - カンボジア、ラオス、ベトナム産の属および種が取り上げられている。

英語:
- Ducousso, M.; Béna, G.; Bourgeois, C.; Buyck, B.; Eyssartier, G.; Vincelette, M.; Rabevohitra, R.; Randrihasipara, L. et al. (2003). “The last common ancestor of Sarcolaenaceae and Asian dipterocarp trees was ectomycorrhizal before the India–Madagascar separation, about 88 million years ago”. Molecular Ecology 13 (1):  231–236. doi:10.1046/j.1365-294X.2003.02032.x.